# Jelcz

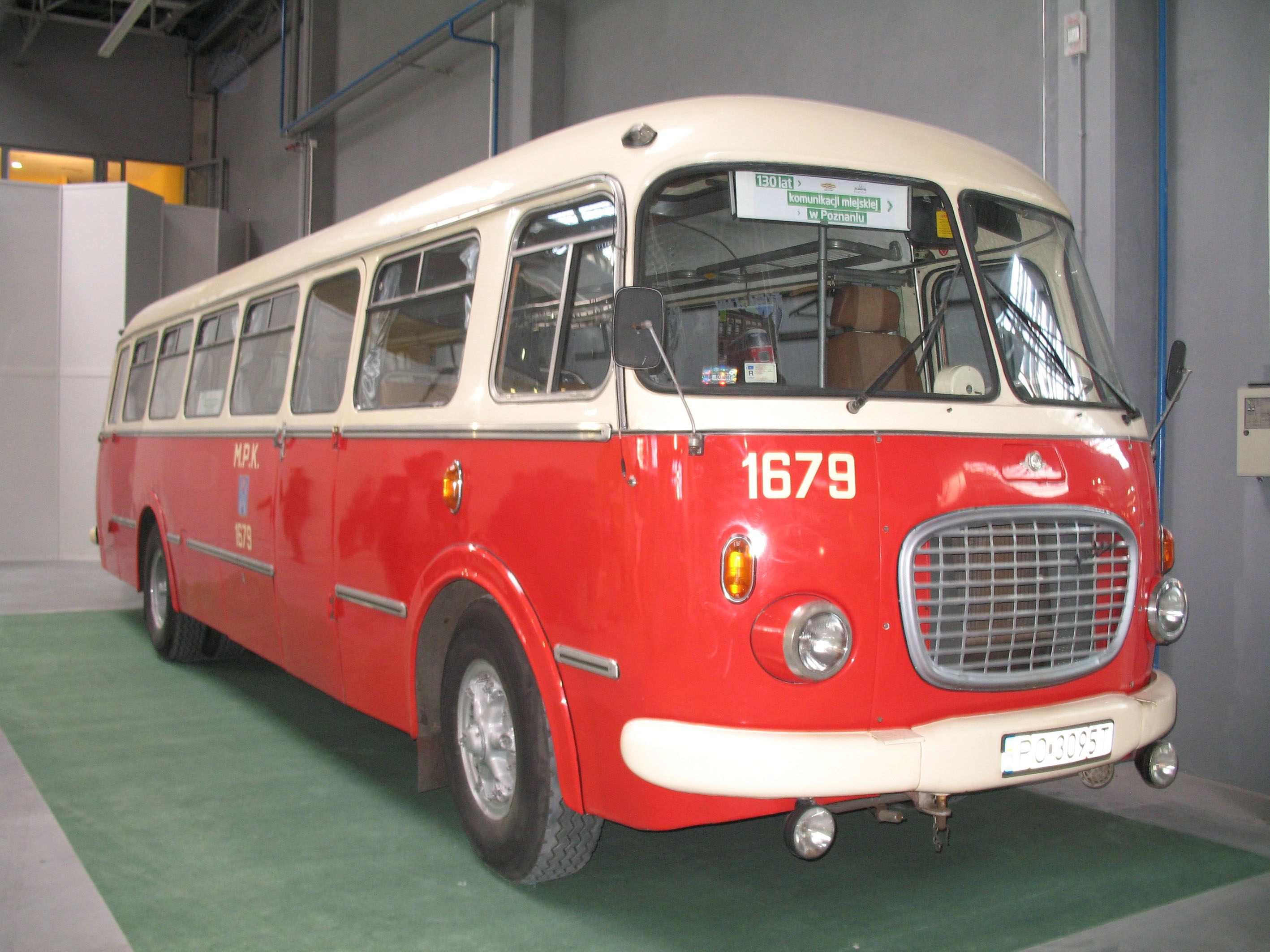
Jelcz 043

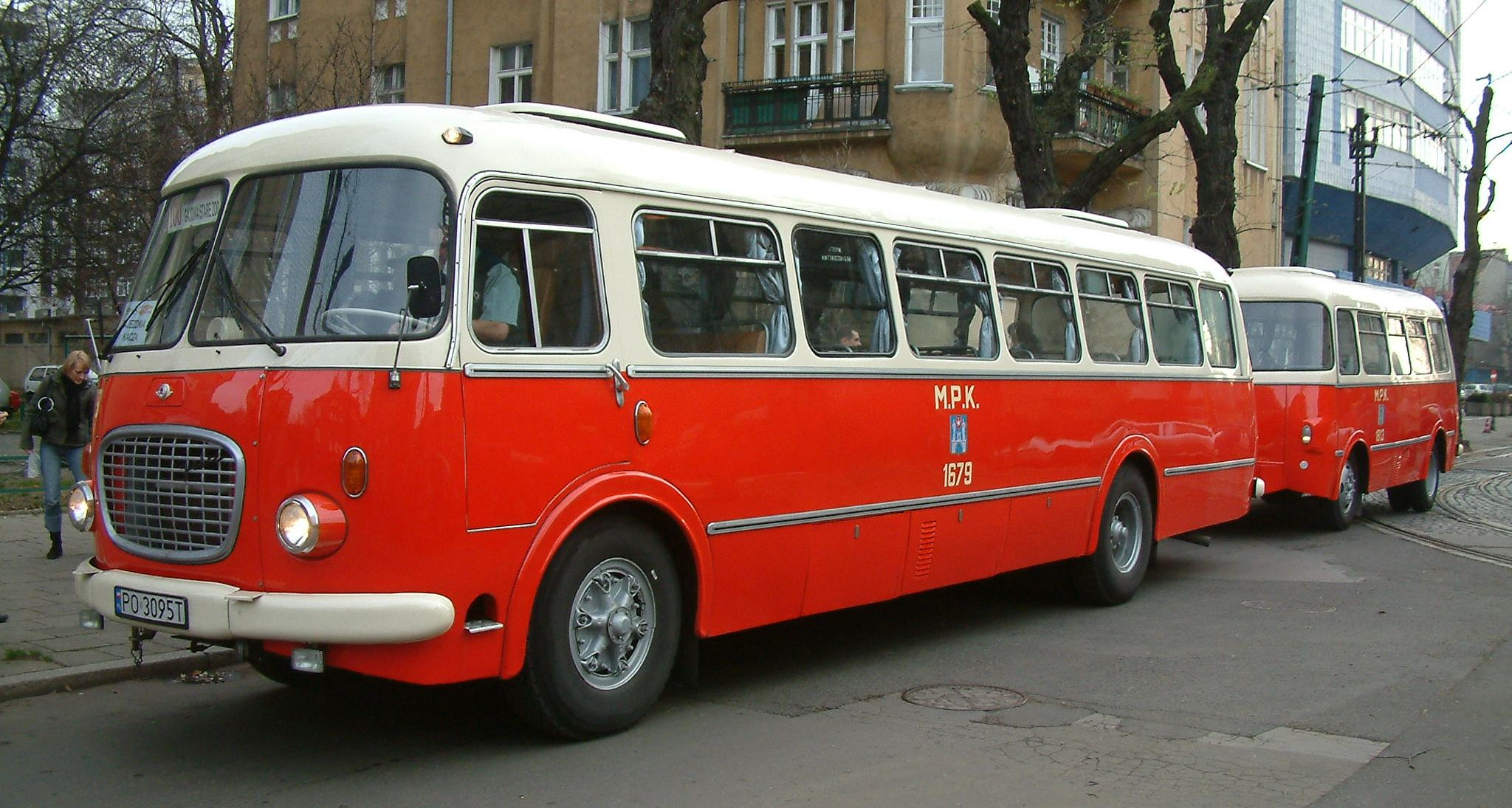
Jelcz 043 z przyczepą P01

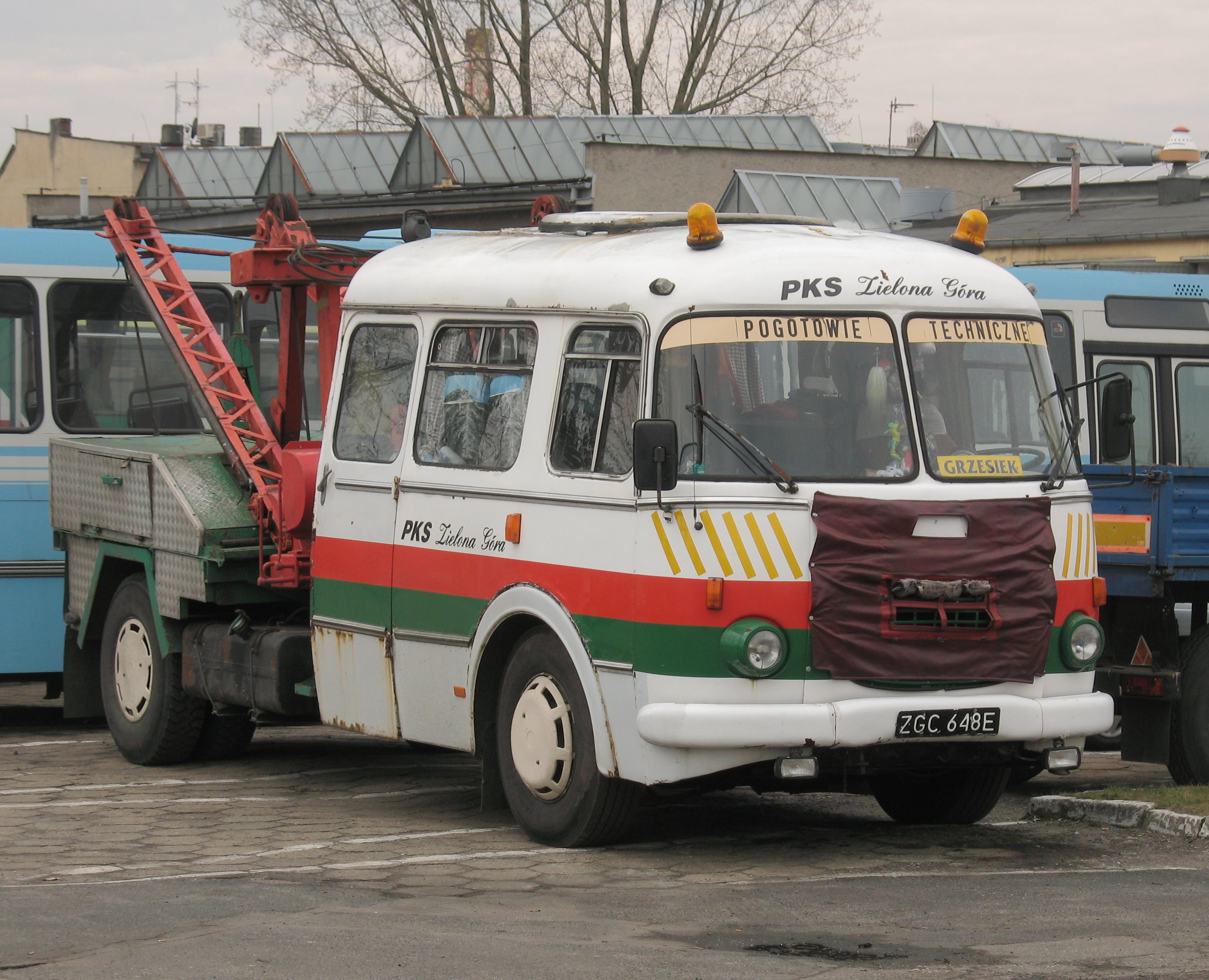
Jelcz „ogórek” jako wóz pomocy technicznej

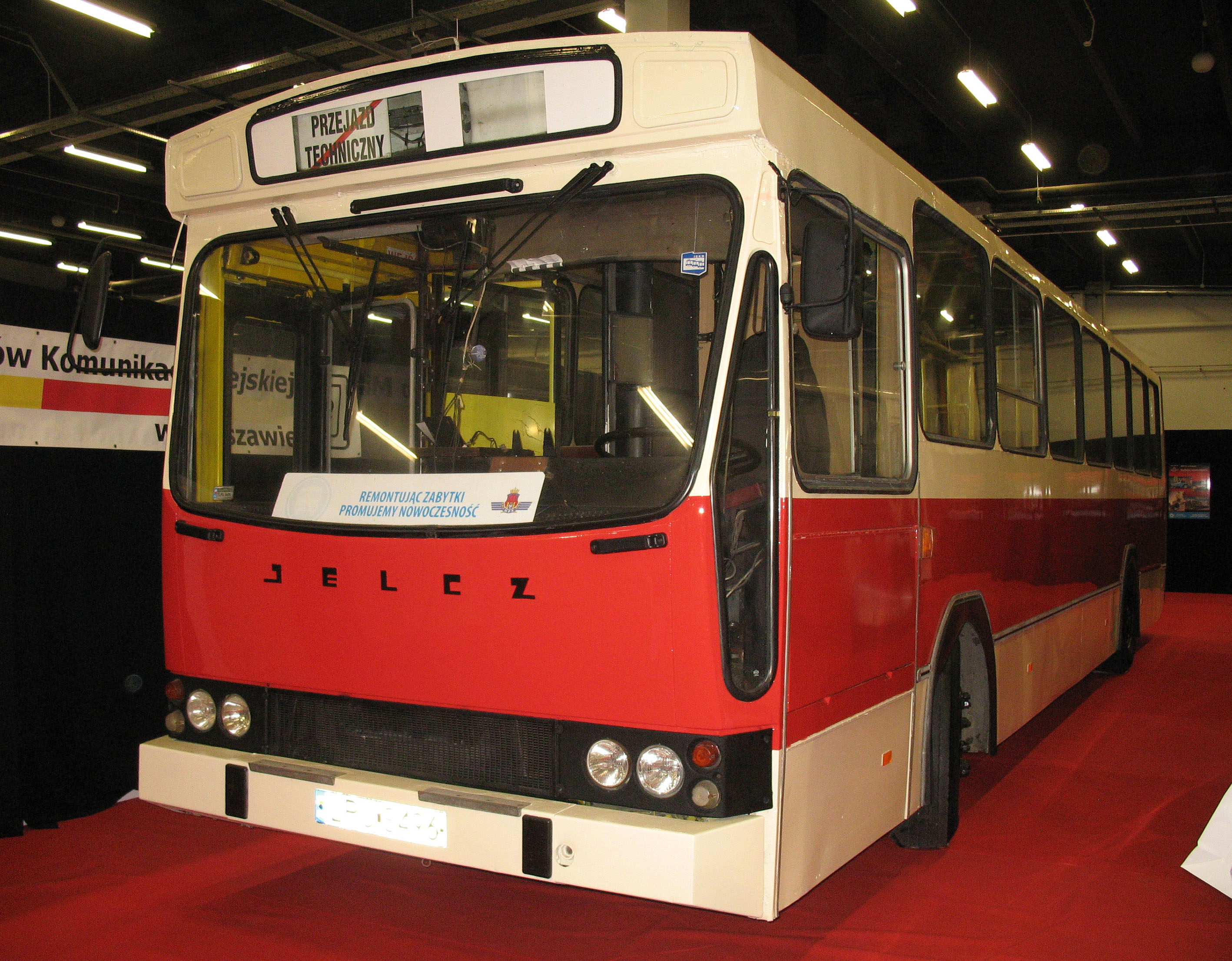
Jelcz PR110M

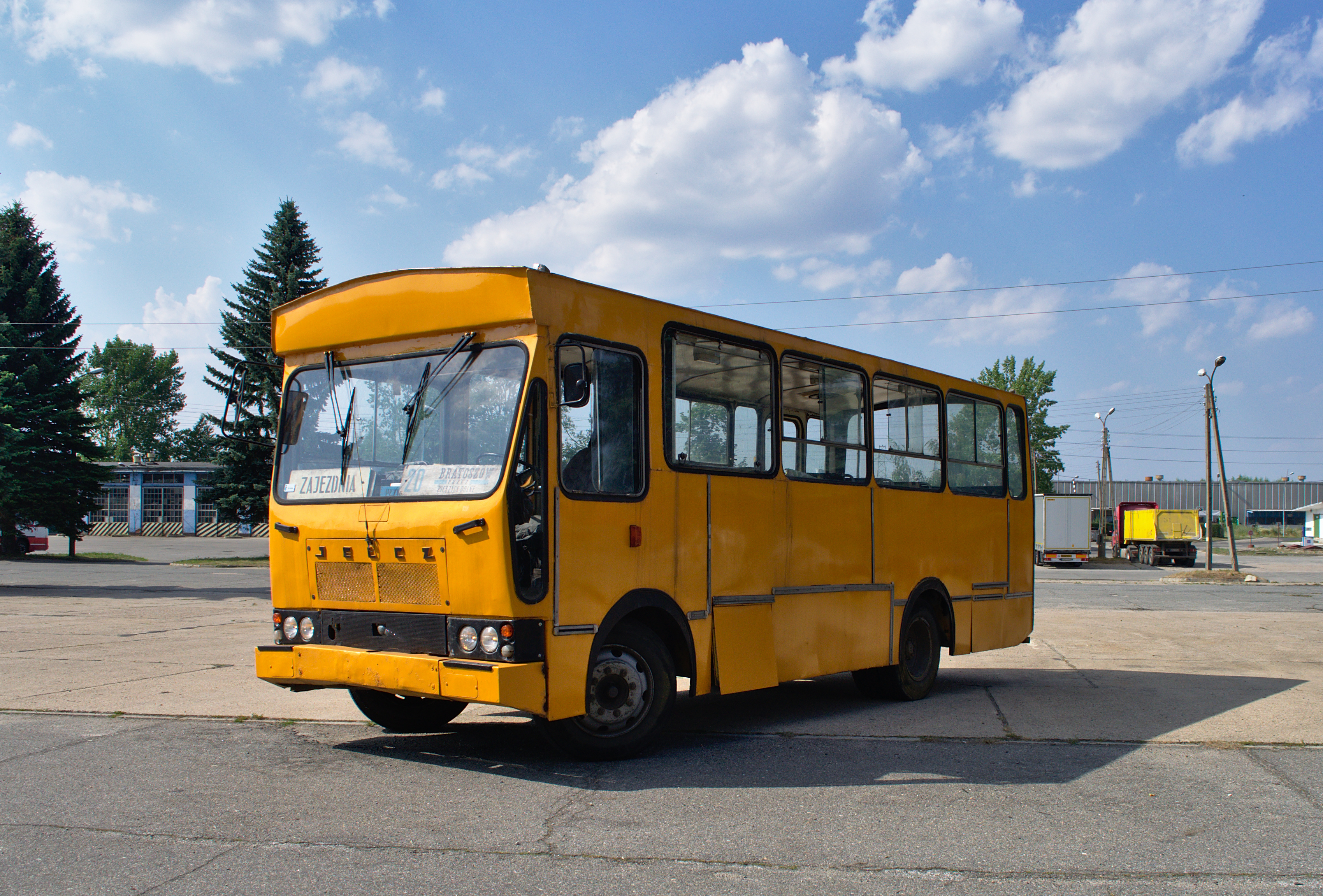
Jelcz 080

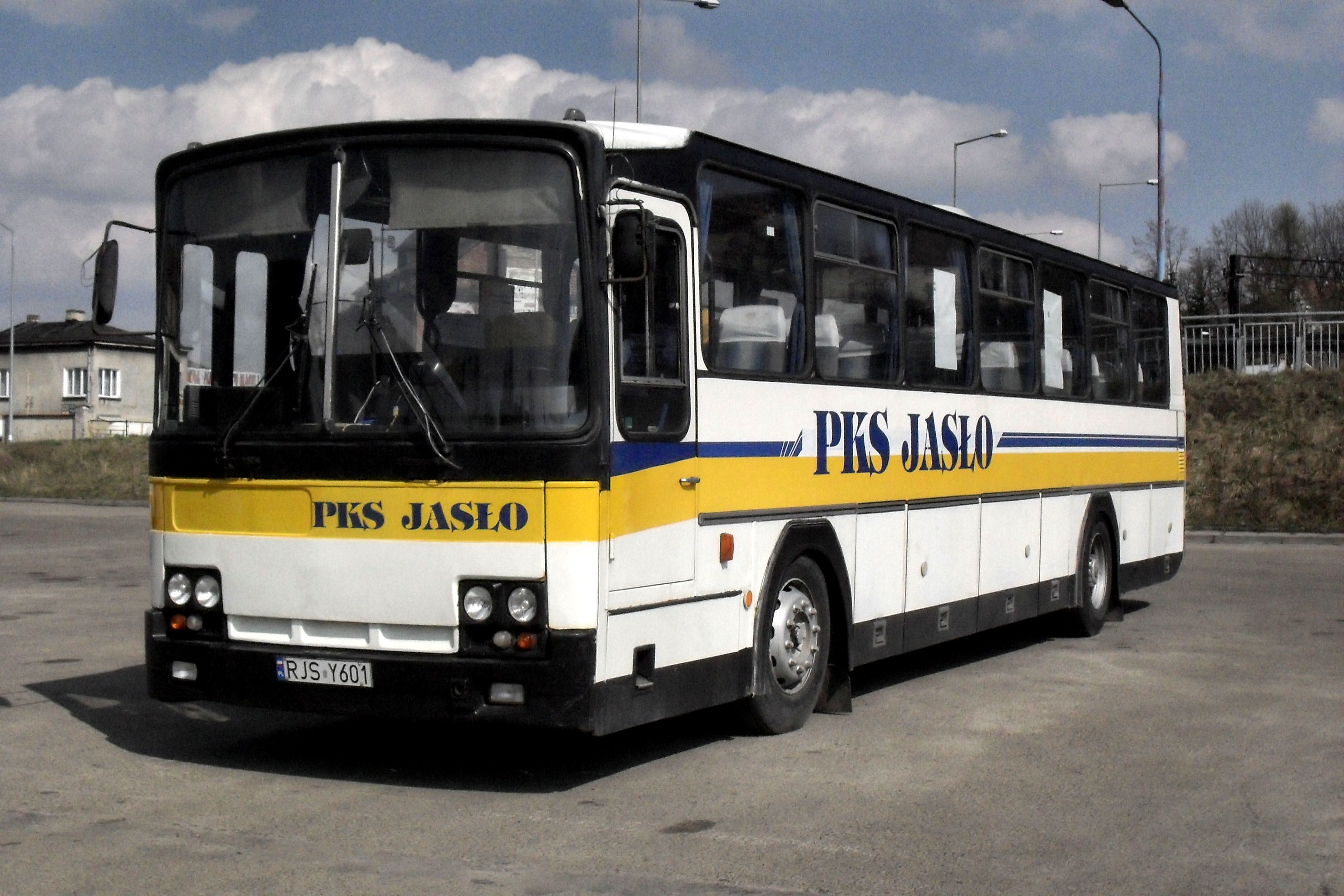
Jelcz PR110D z PKS Jasło

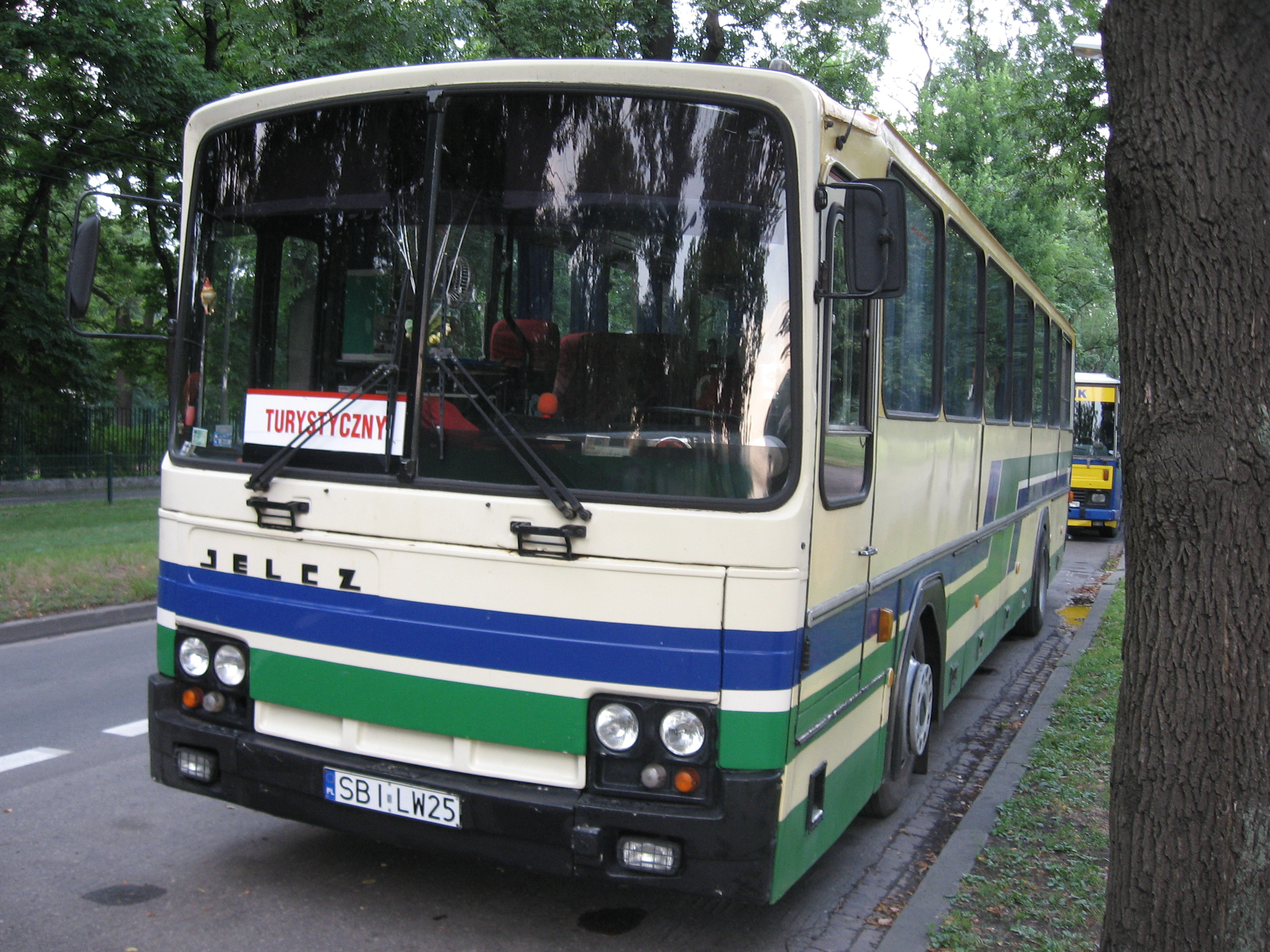
Jelcz PR110D

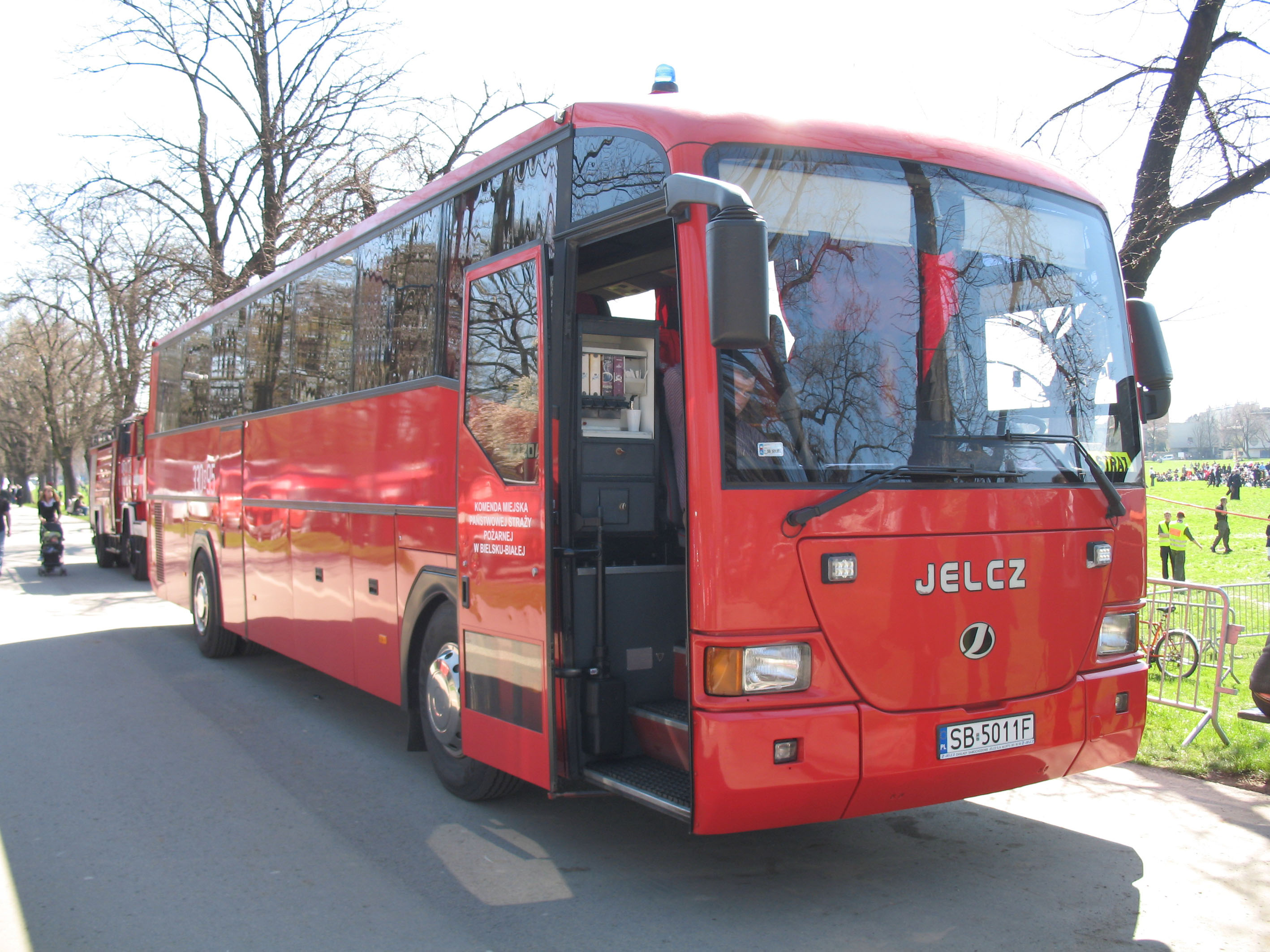
Jelcz T120/2

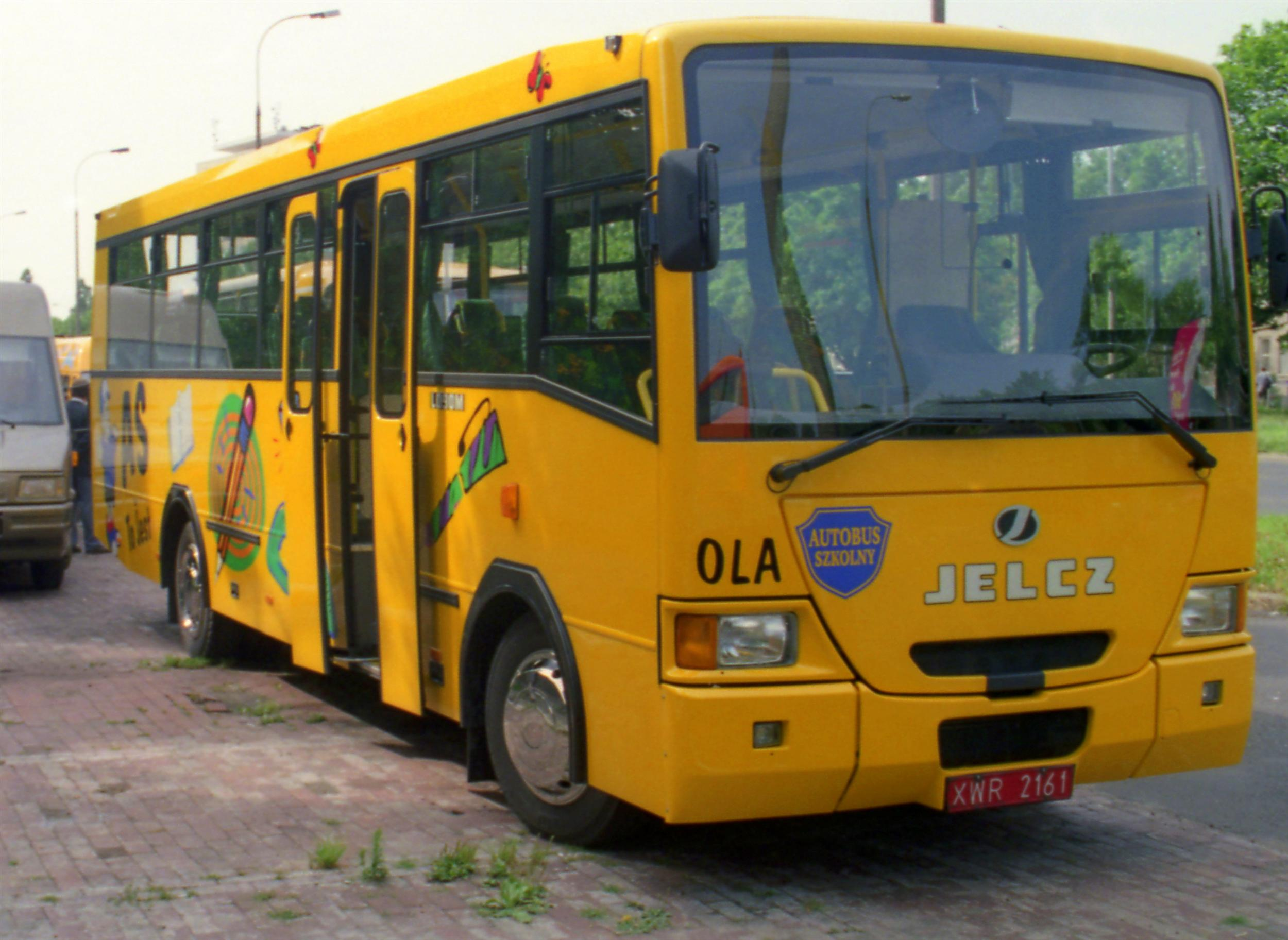
Jelcz L090M

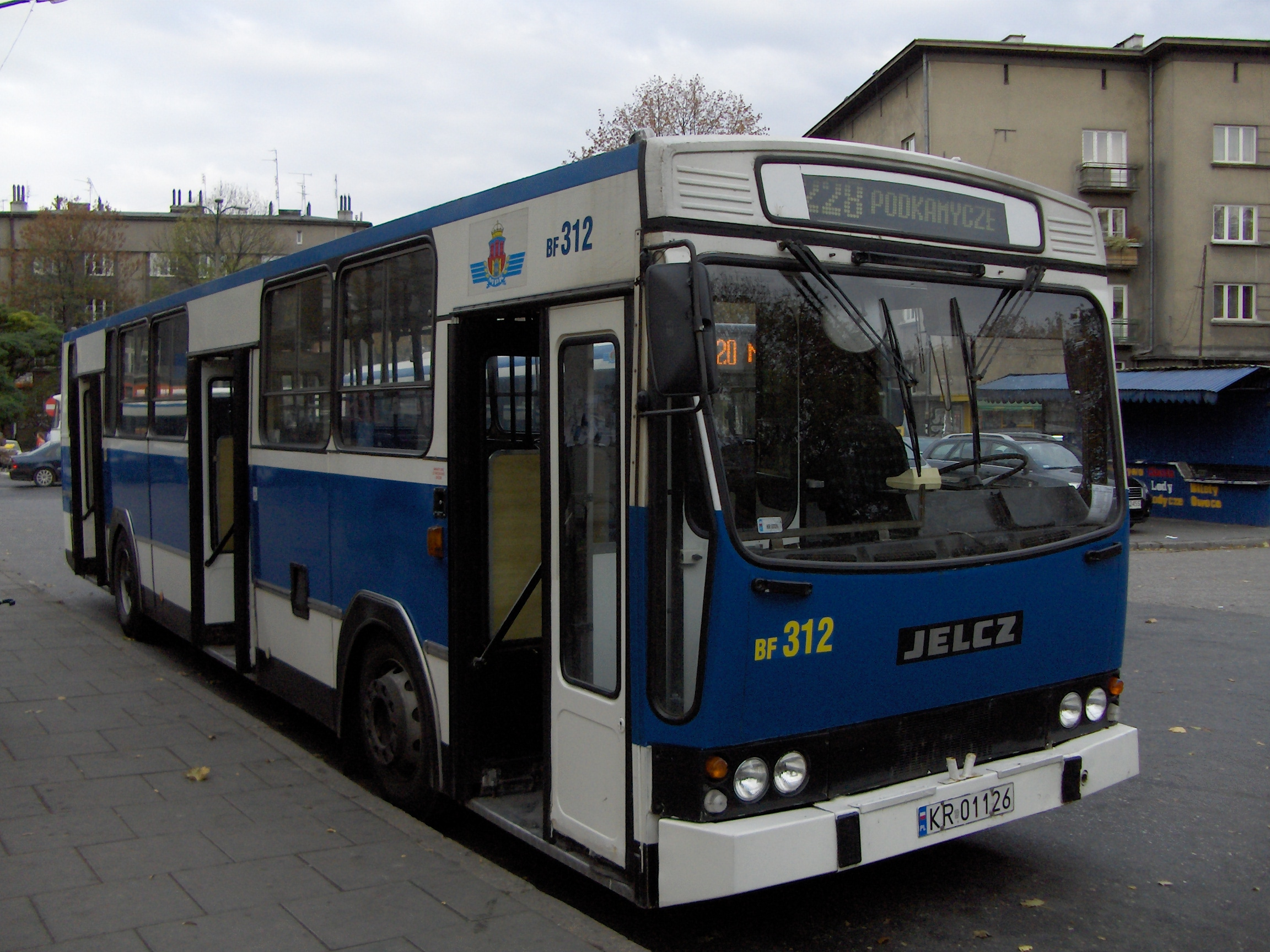
Jelcz 120M

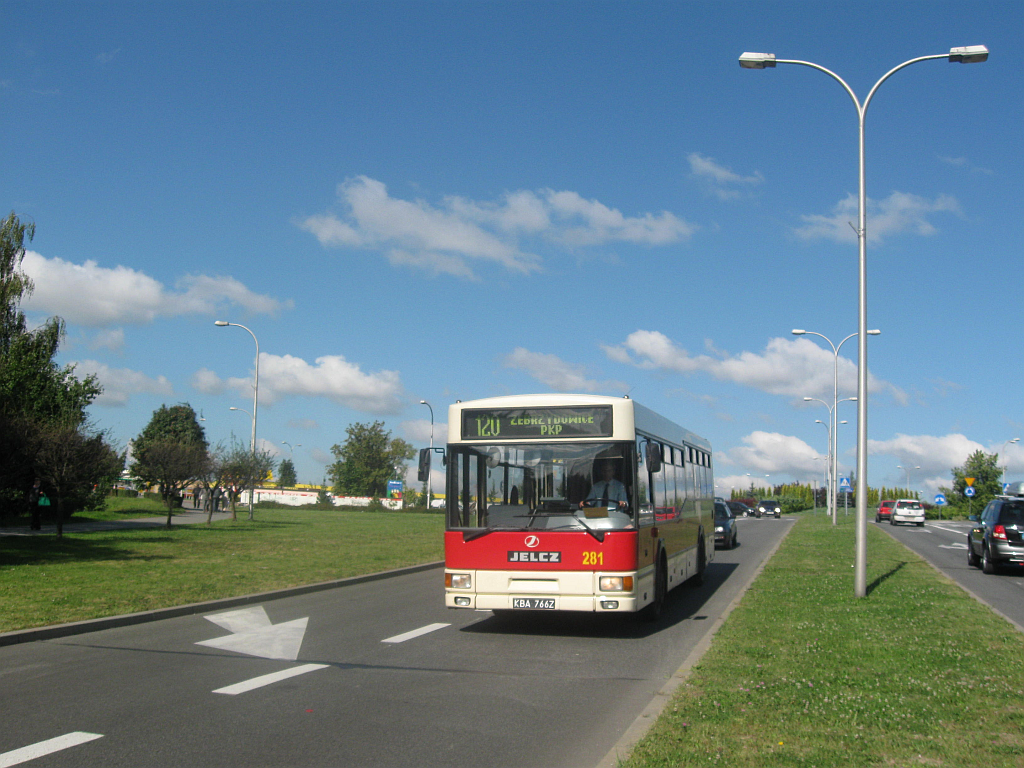
Jelcz M121M – pierwszy niskowejściowy autobus przedsiębiorstwa Jelcz

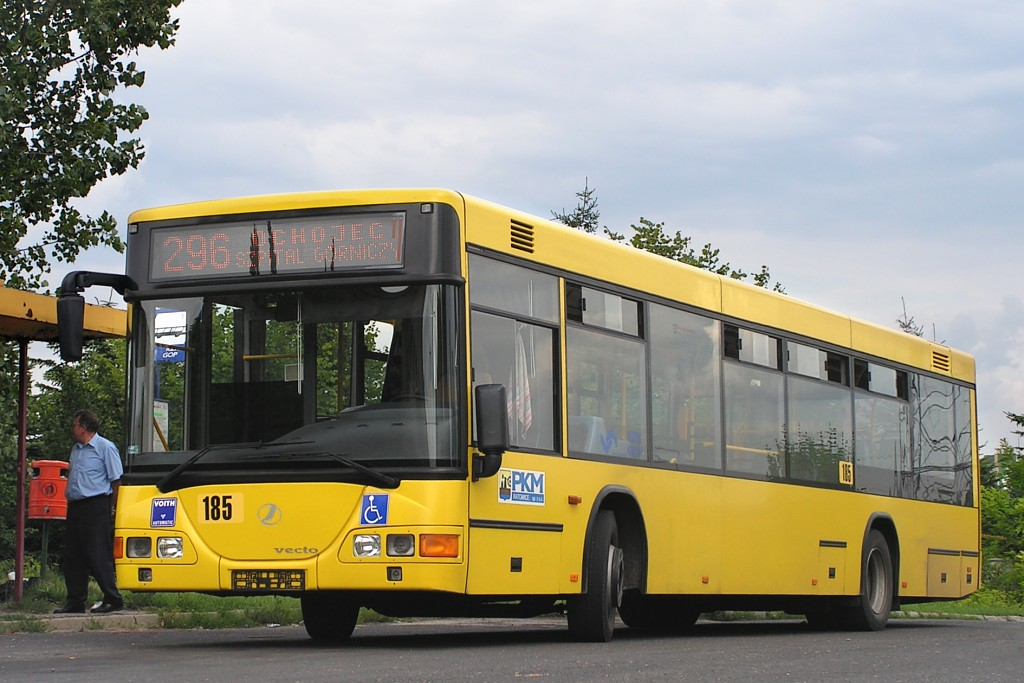
Jelcz M125M „Vecto”

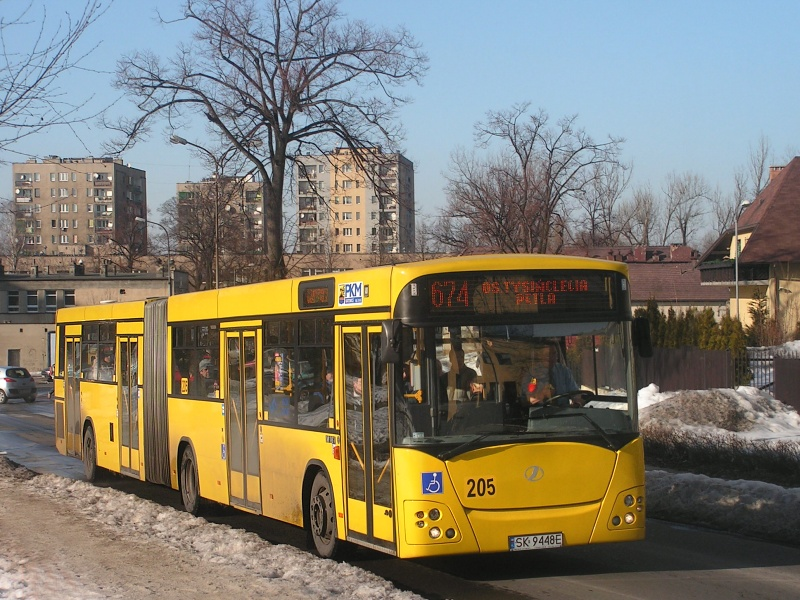
Jelcz M181MB/3 „Tantus”

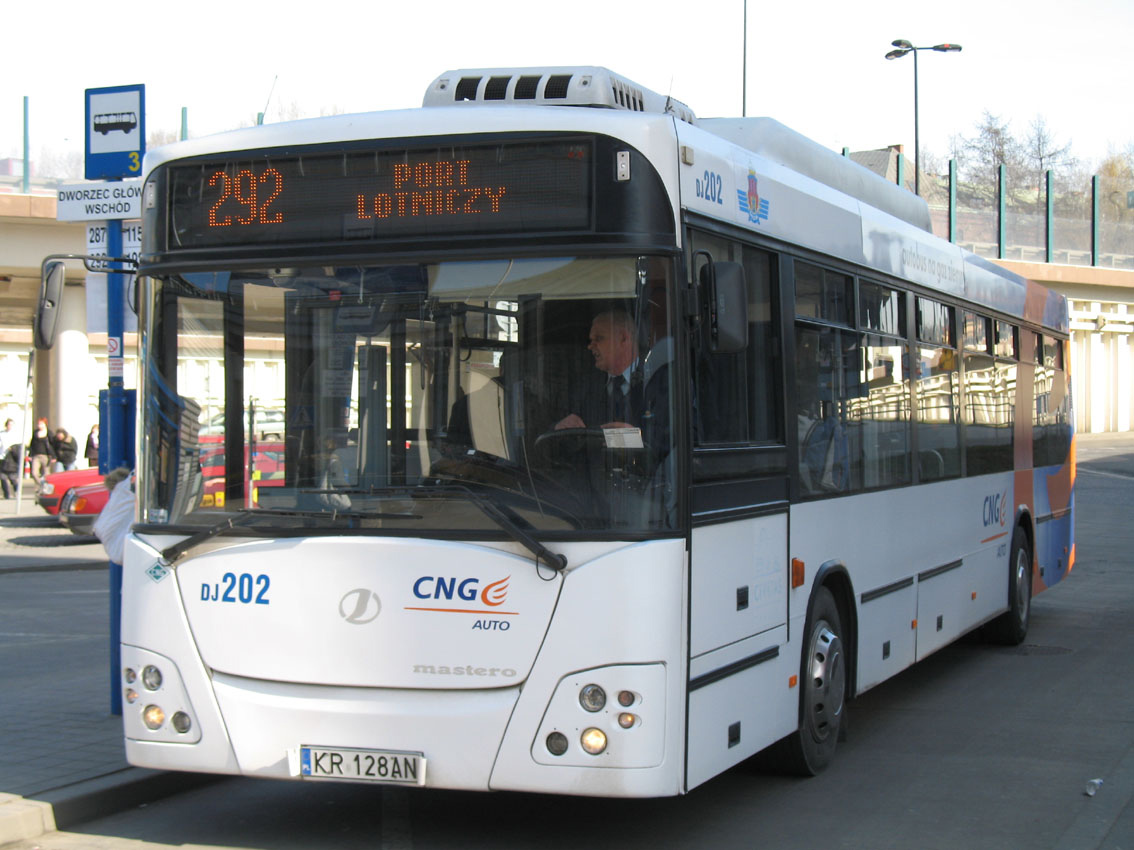
Jelcz M121 M/4 „Mastero”

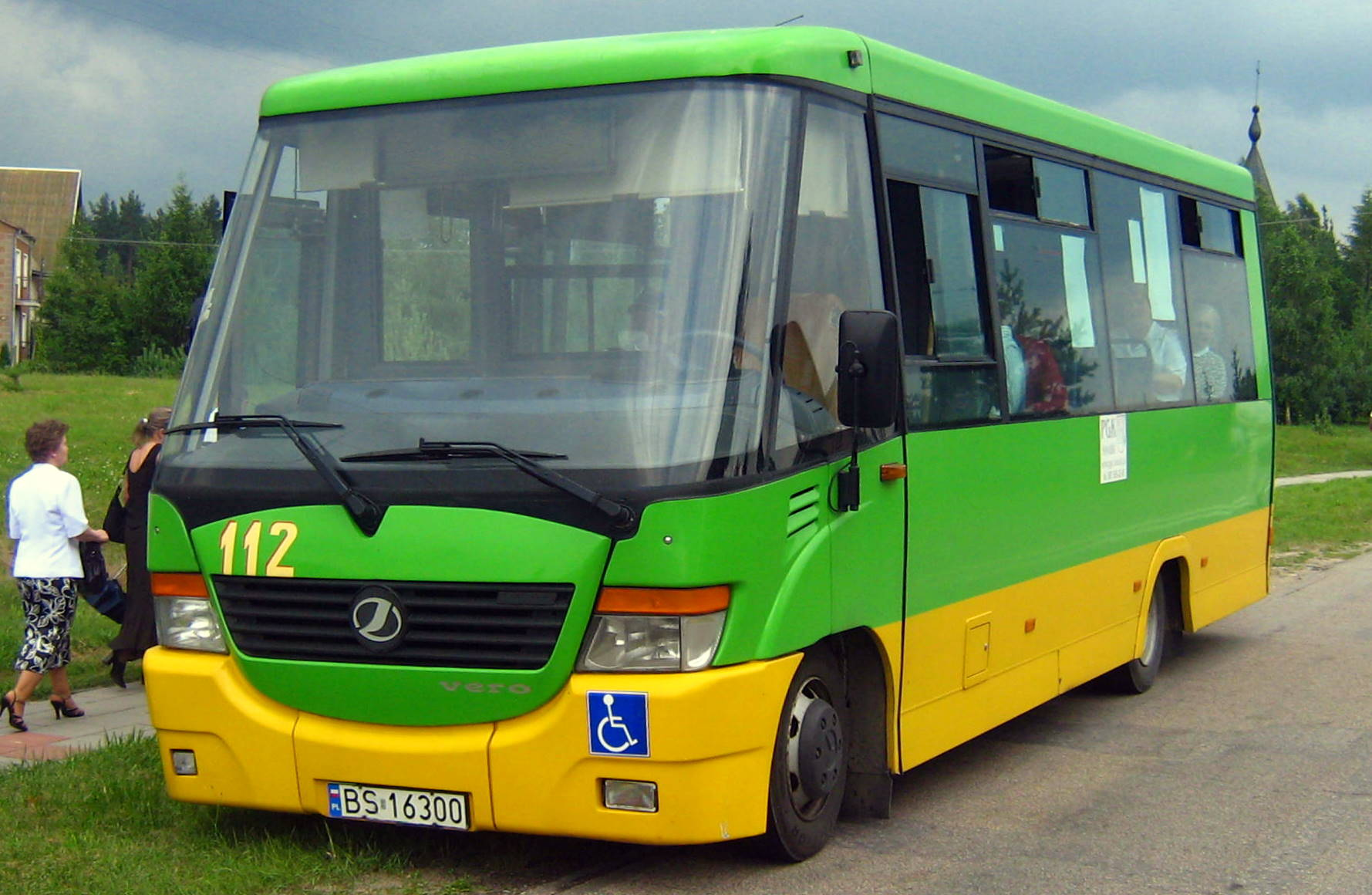
Jelcz M081MB „Vero”

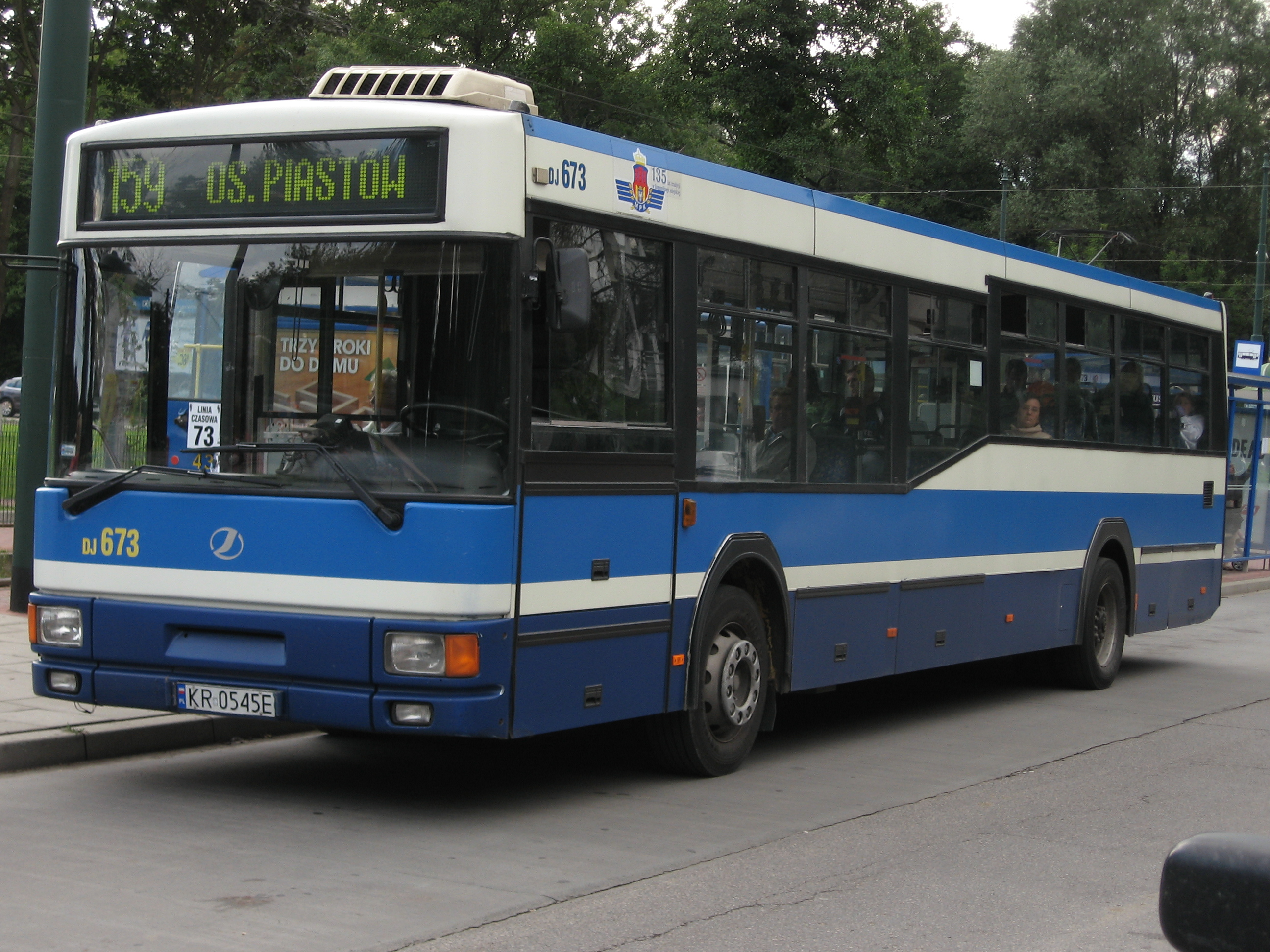
Jelcz M121

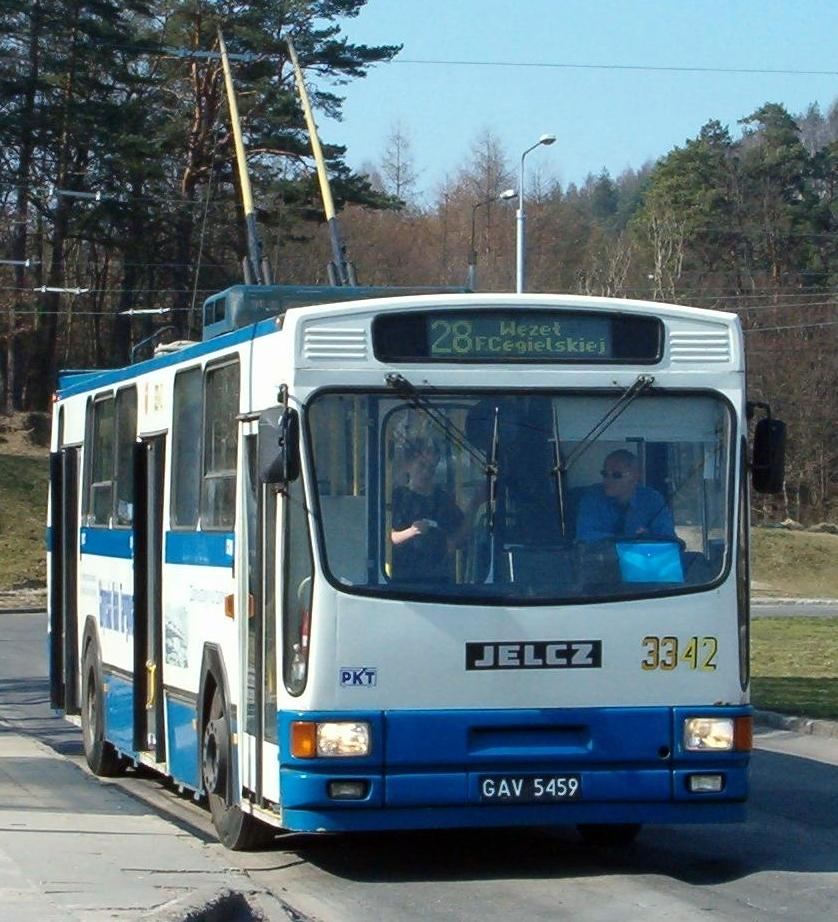
Trolejbus Jelcz PR110E

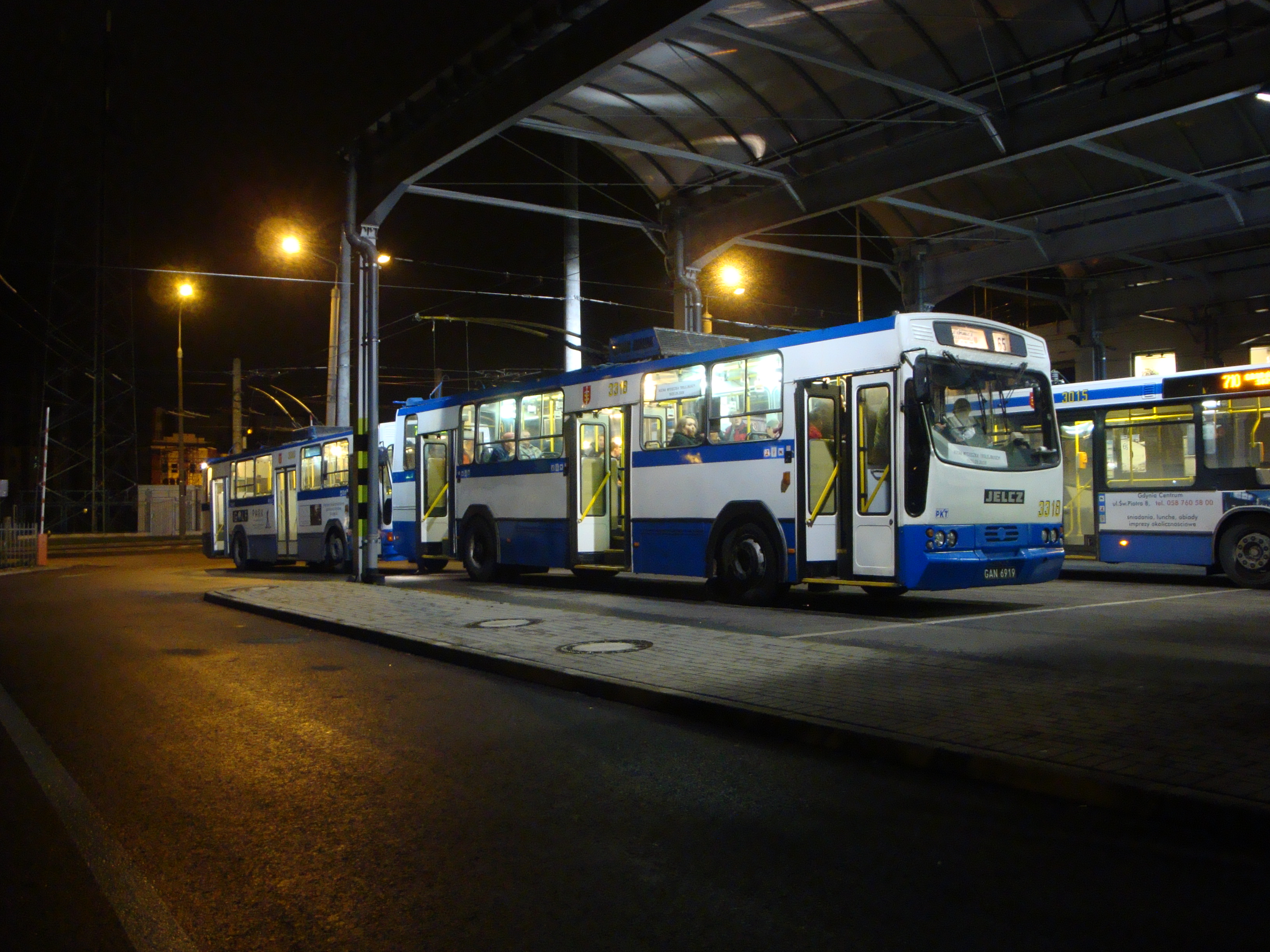
Trolejbus Jelcz 120ME z Gdyni

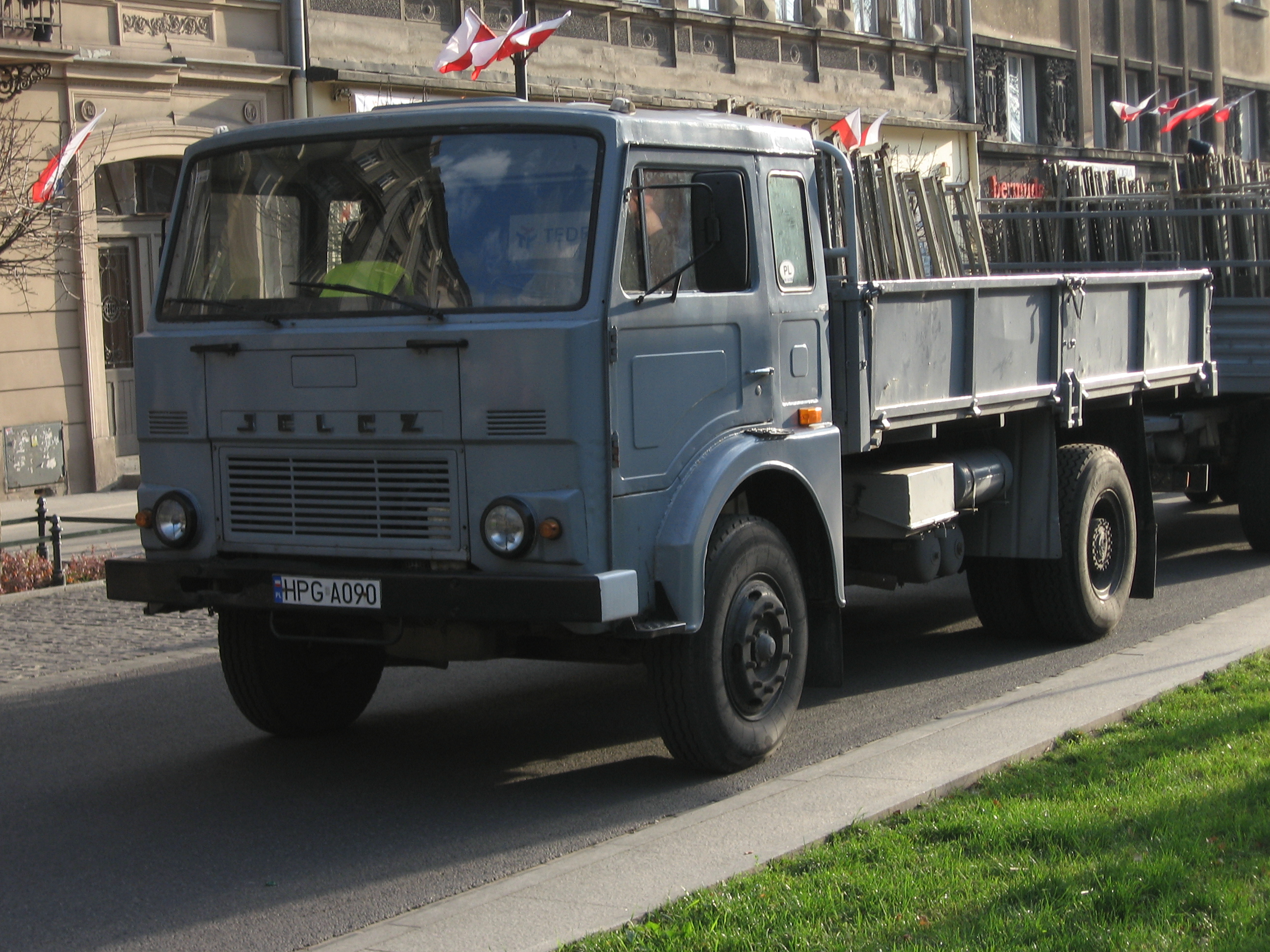
Jelcz serii 300

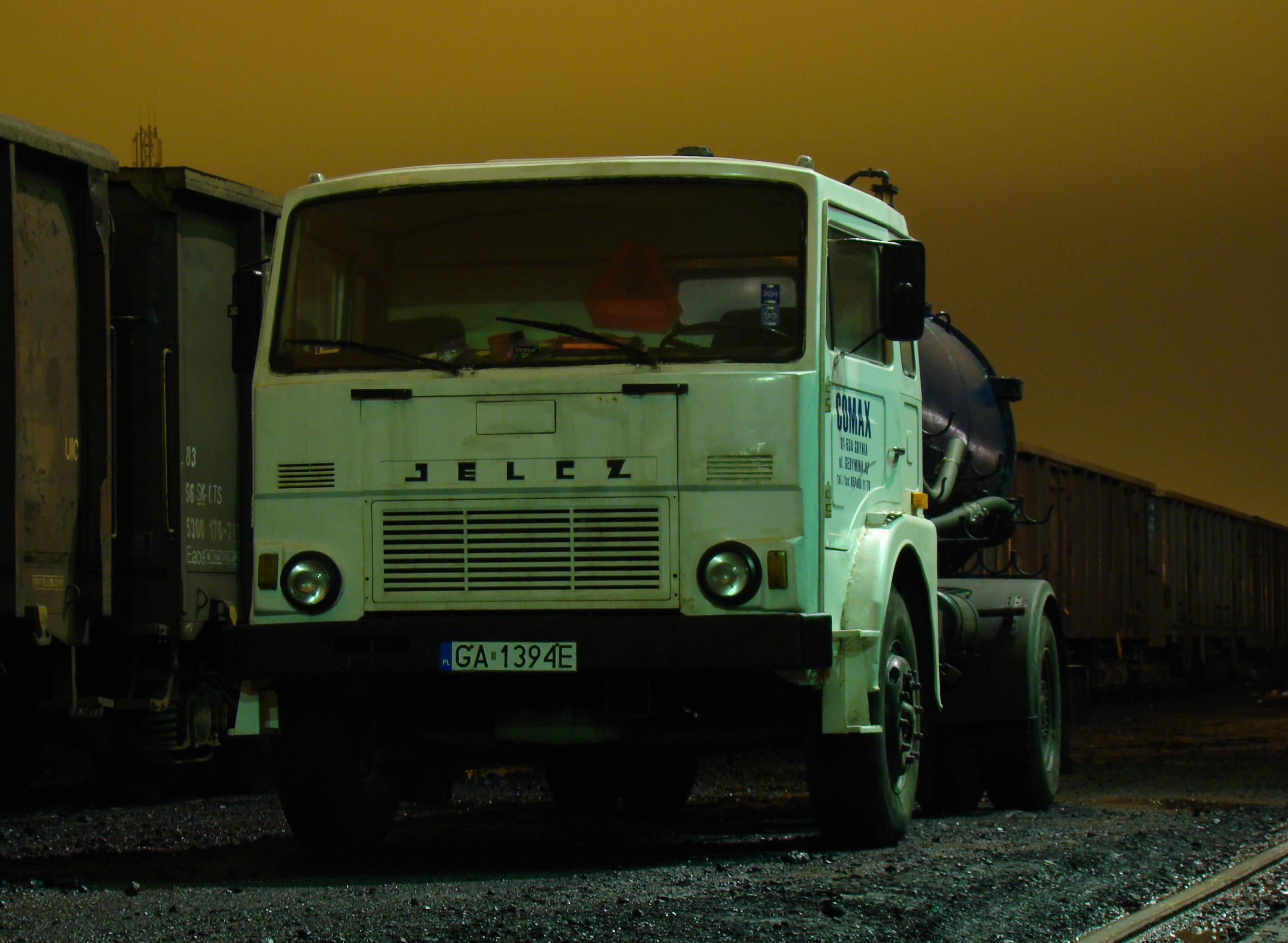
325 SK-7 jako pojazd asenizacyjny, rok prod. 1986

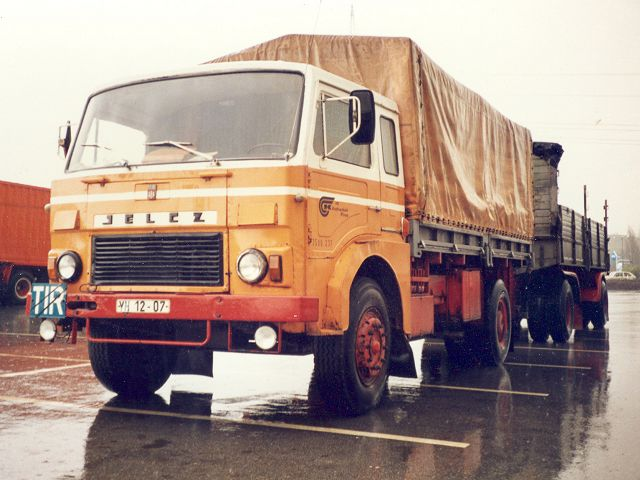
Jelcz 315

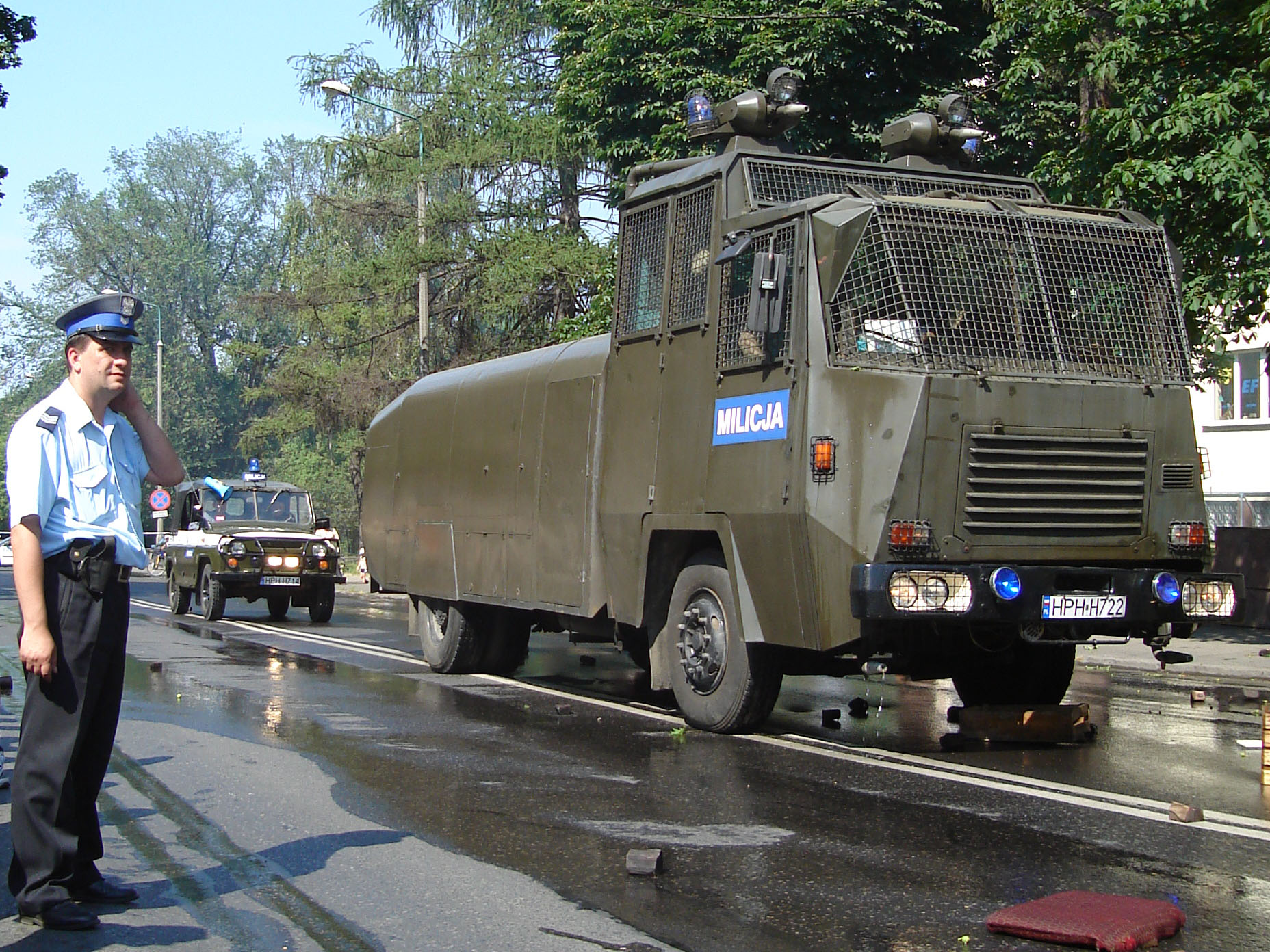
Jelcz P-420 Hydromil II

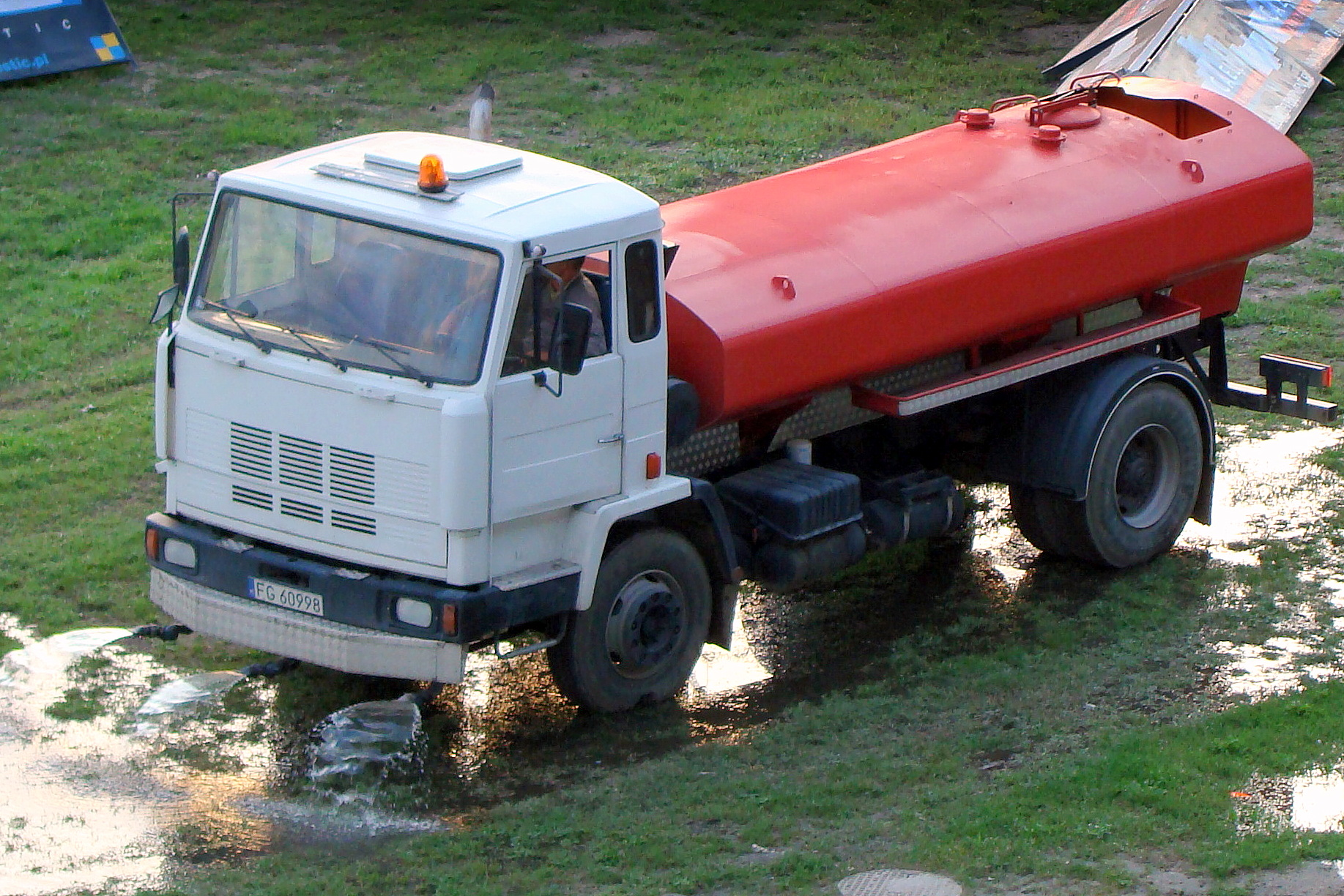
Jelcz 422 polewaczka uliczna

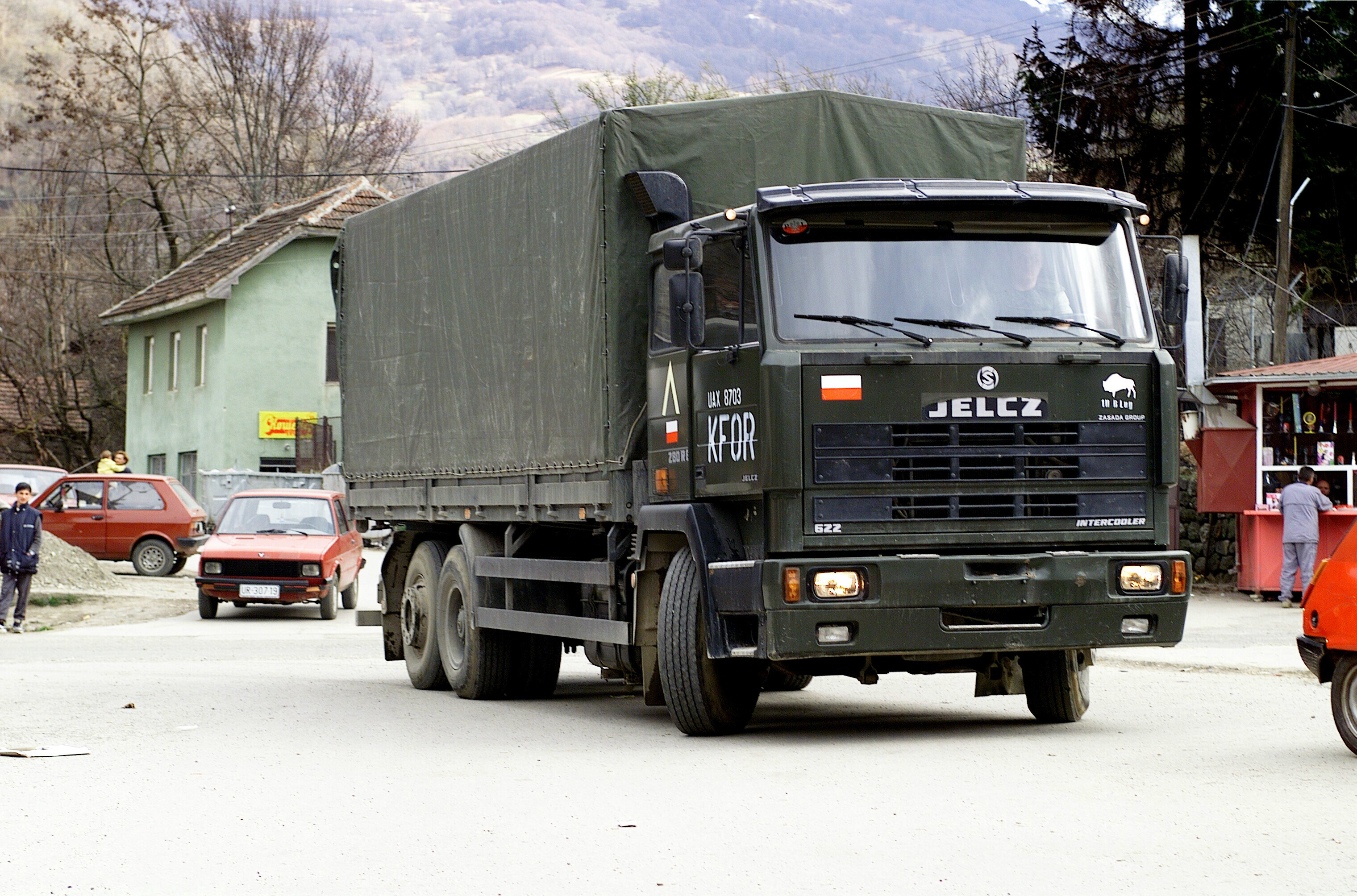
Jelcz 622 wojskowy

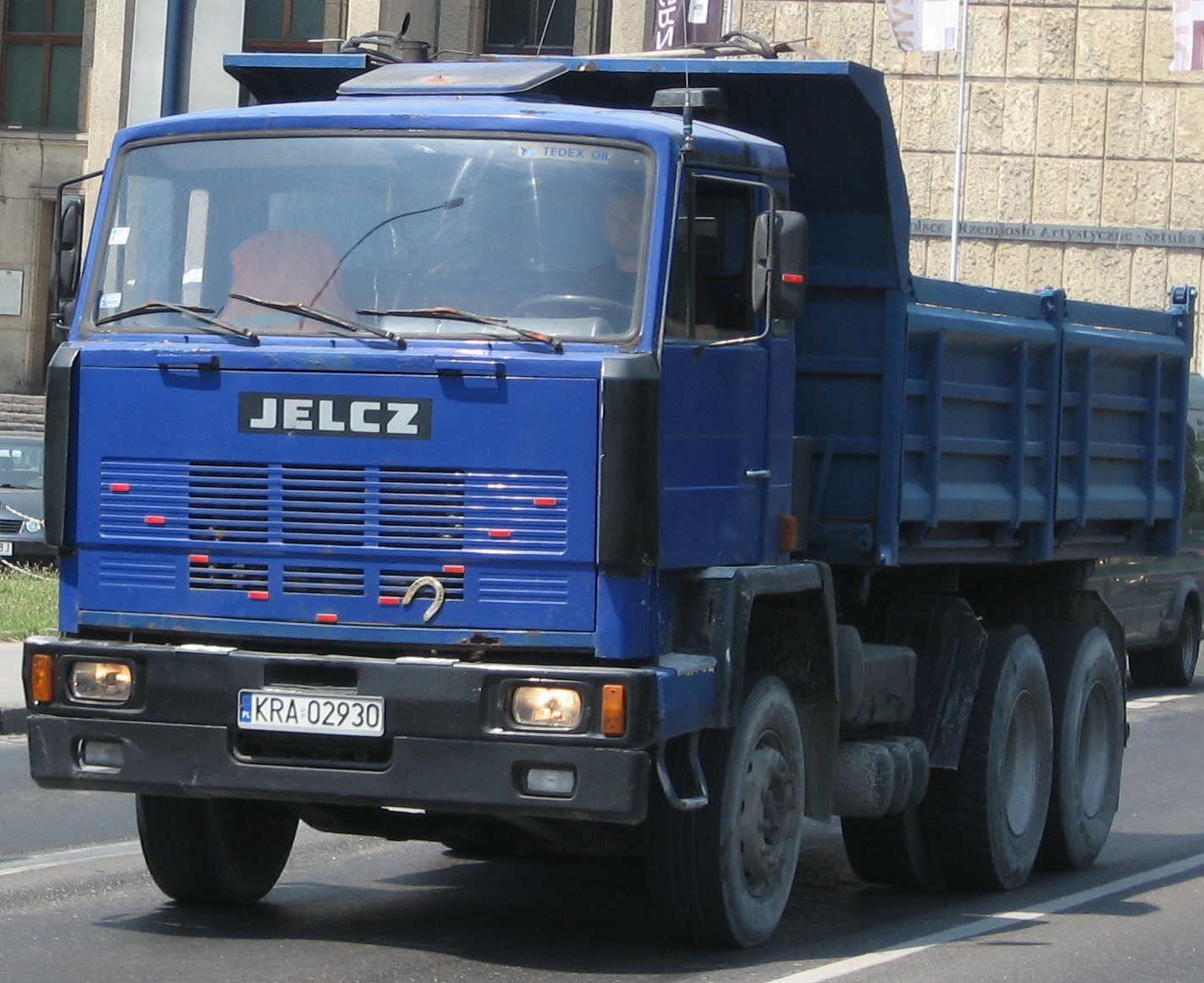
Jelcz 640

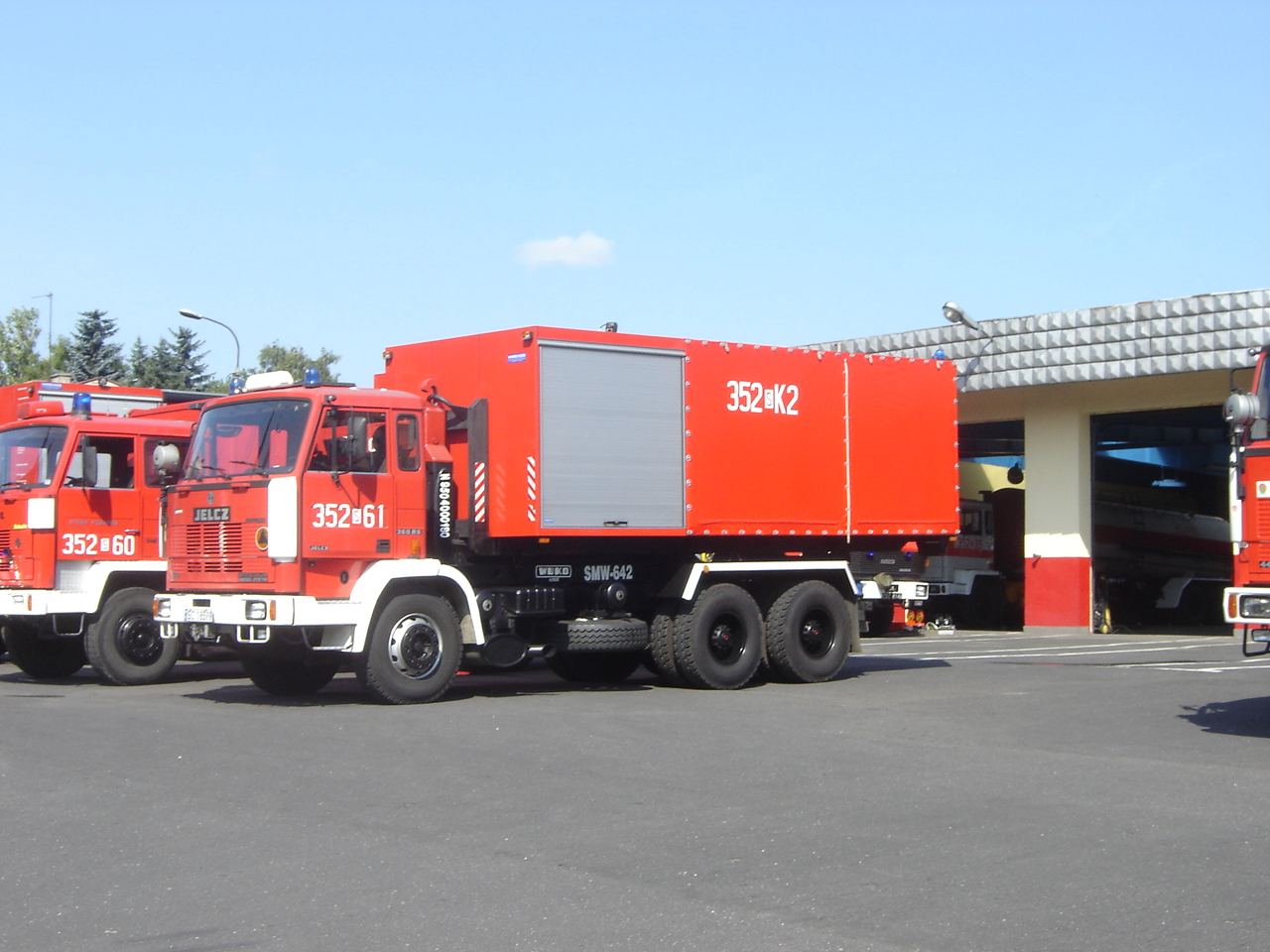
Wóz strażacki Jelcz P642K z silnikiem Steyr, z zabudową specjalistyczną Państwowej Straży Pożarnej

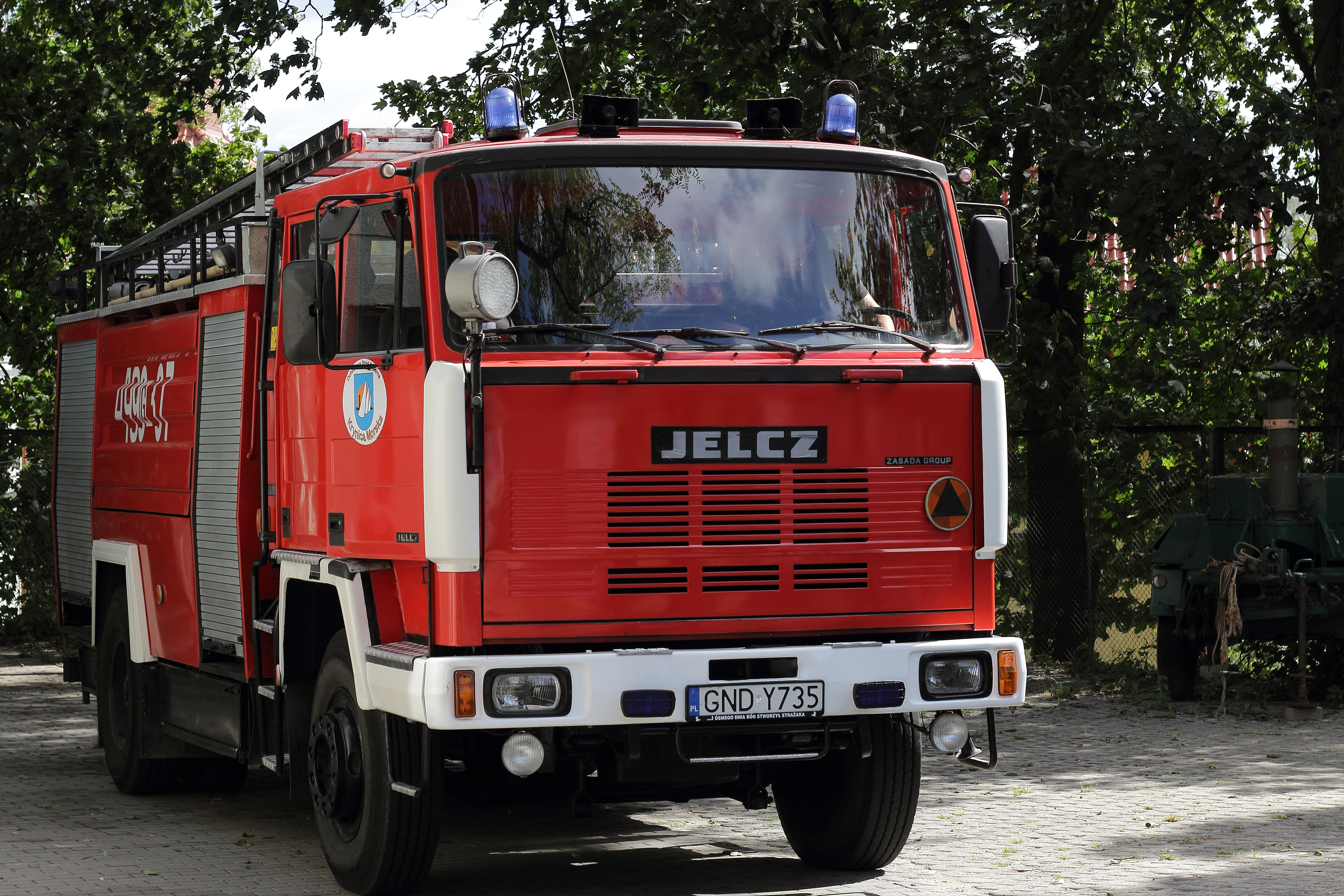
Jelcz P422 jako wóz strażacki

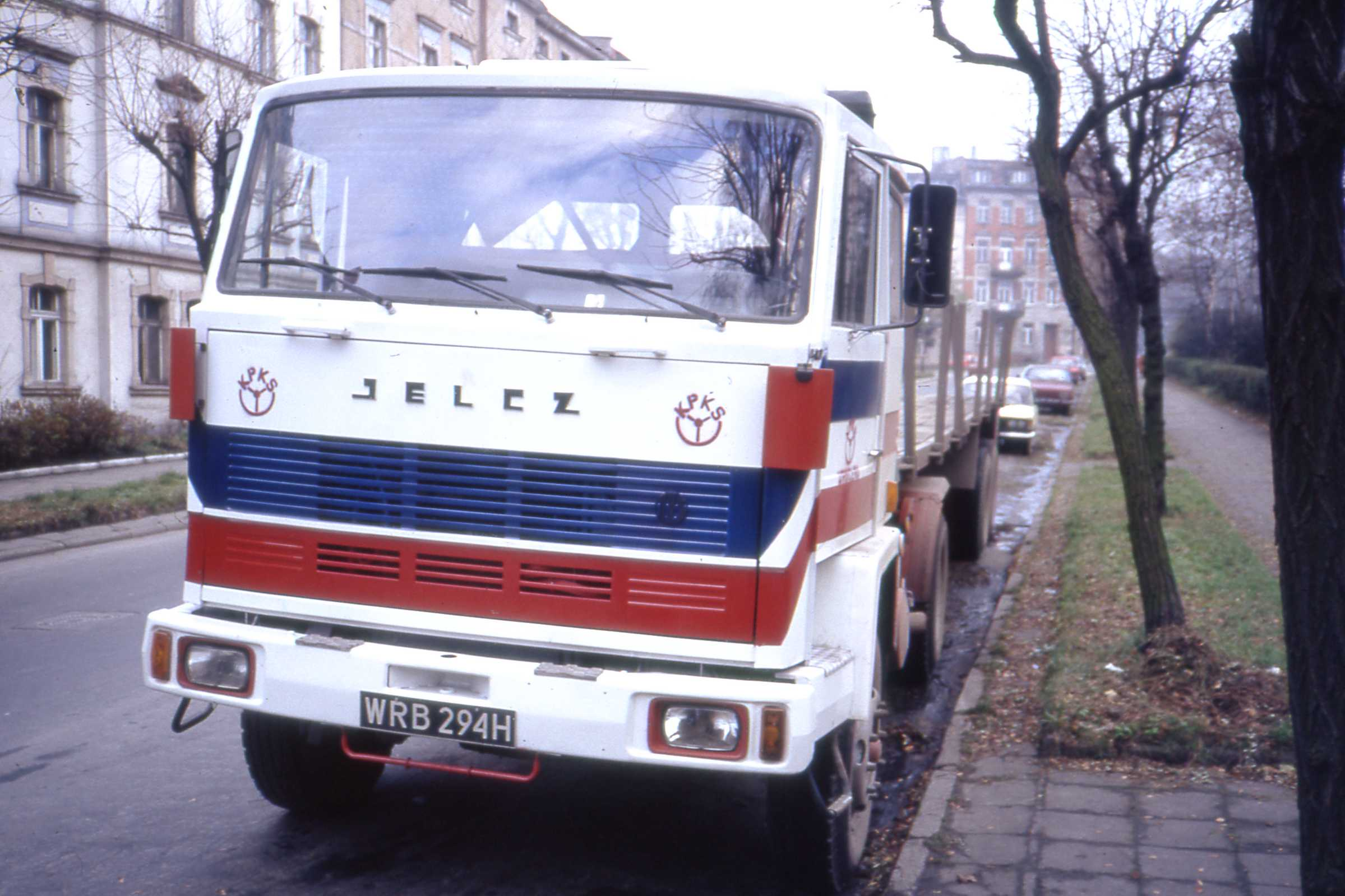
Jelcz 417 w 1989 roku

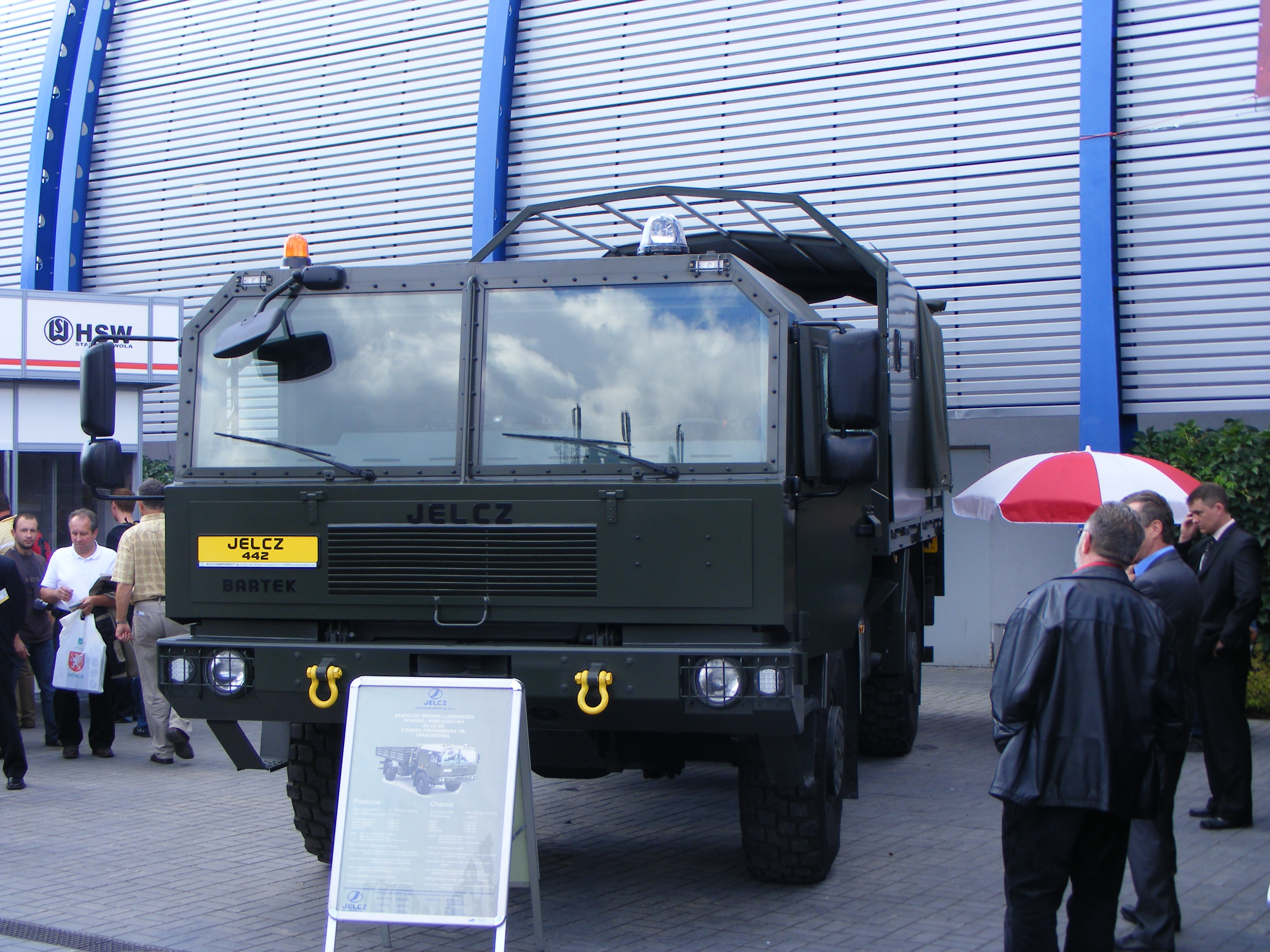
P442.28 Bartek

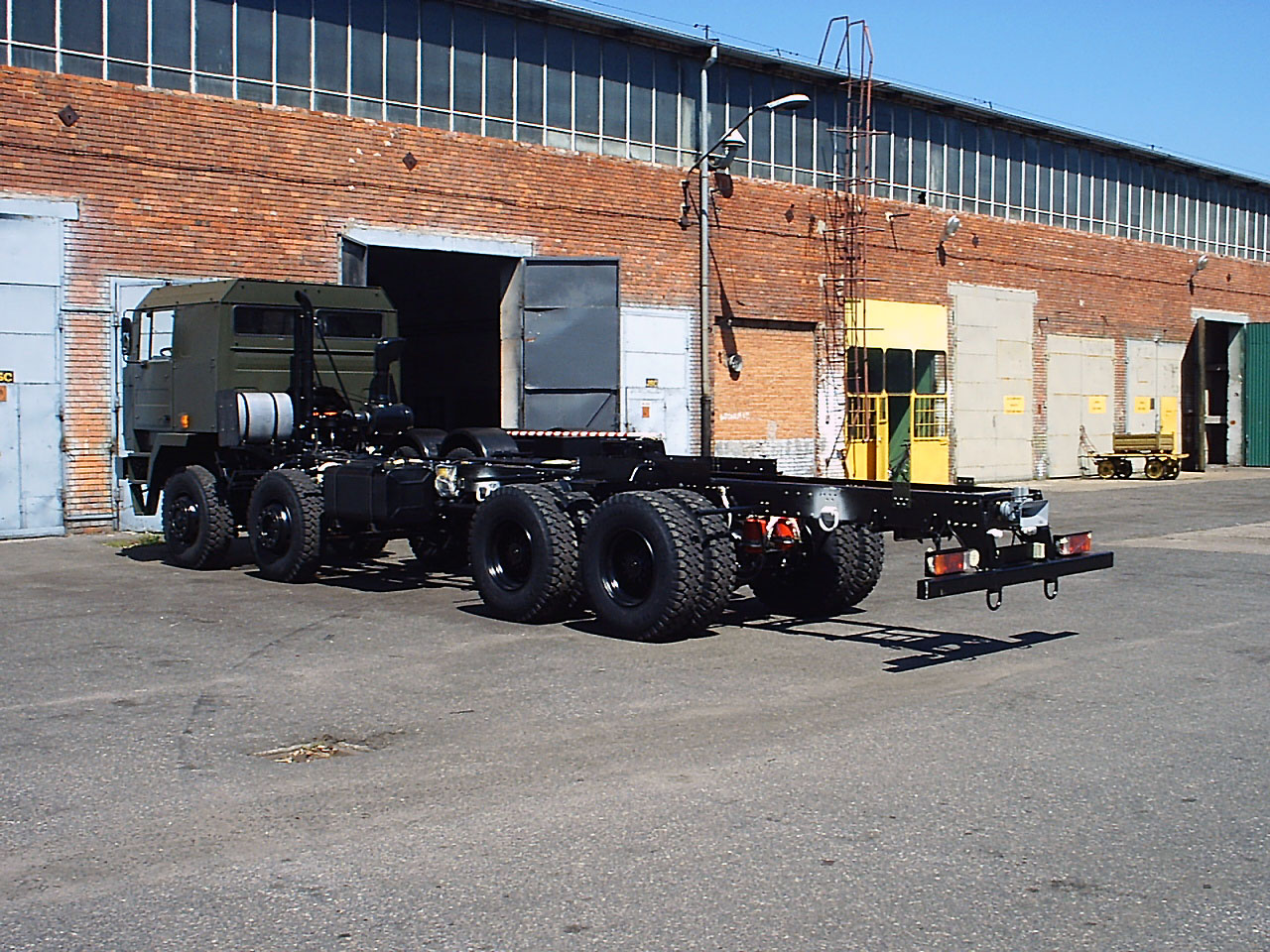
Wojskowy P862D.43

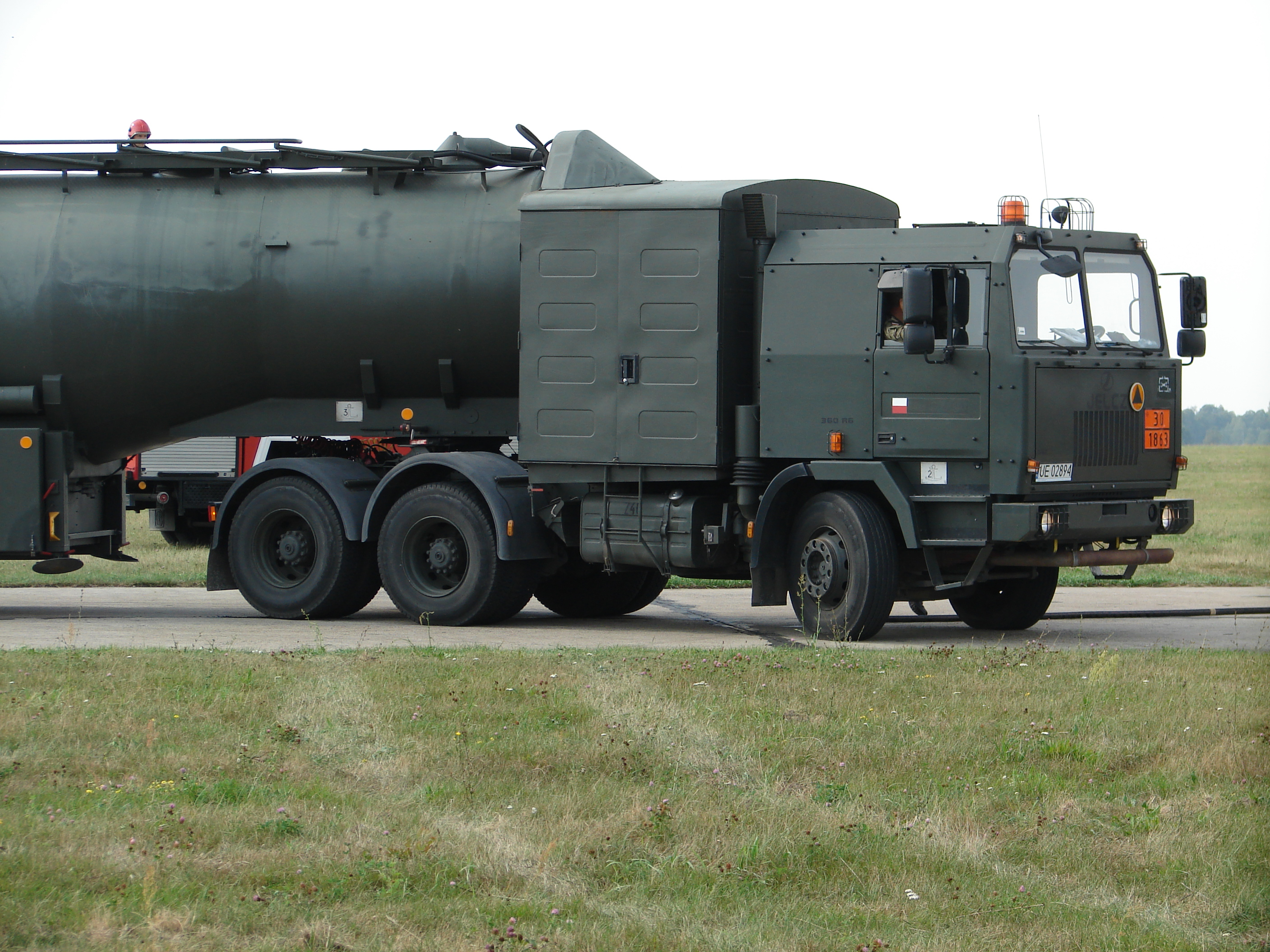
Ciągnik siodłowy Jelcz C642D.43 z dystrybutorem i naczepą cysterną

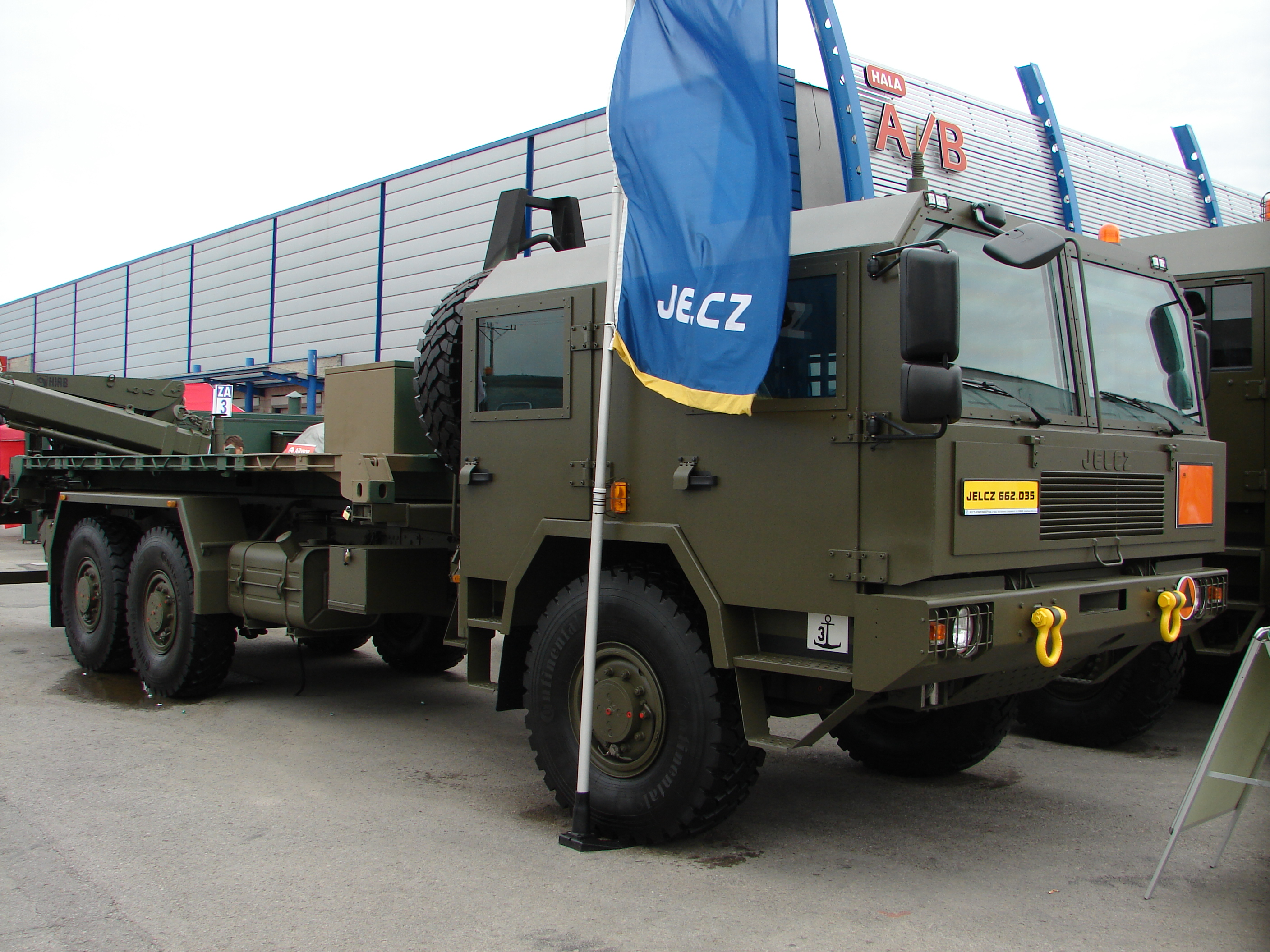
Jelcz P662D35 używany przez NDR

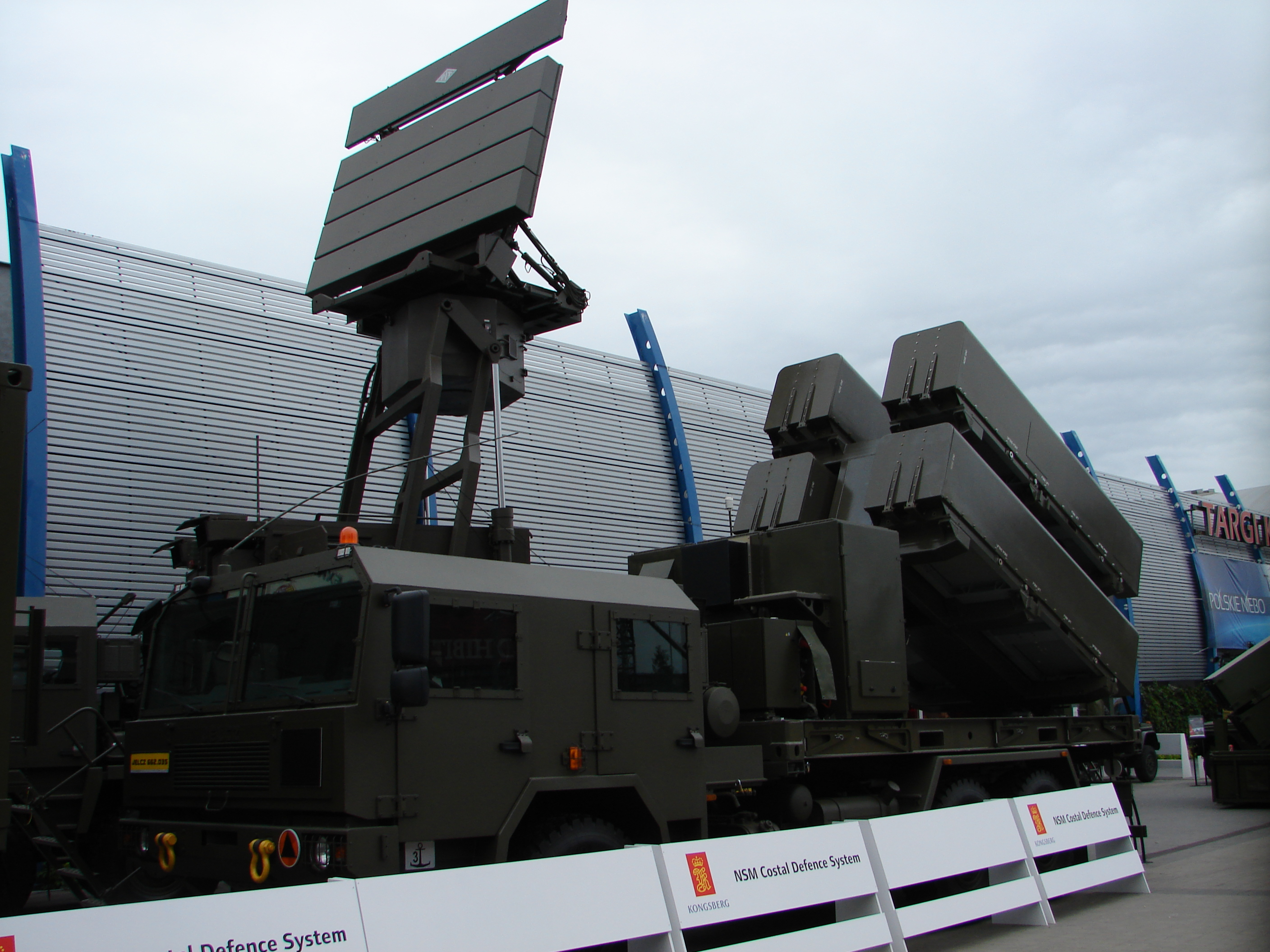
Jelcz P662D43 z wyrzutnią rakiet NSM

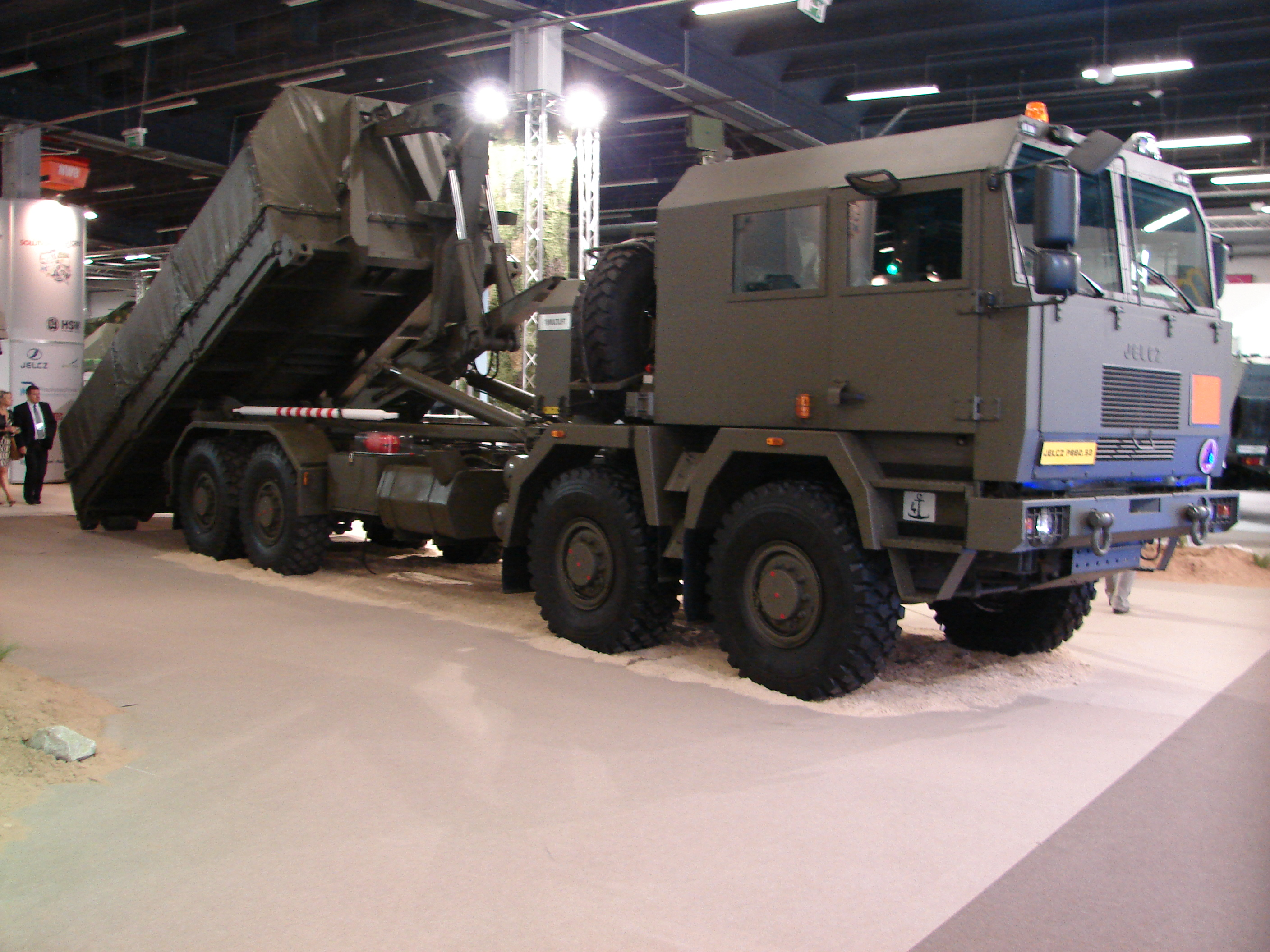
Jelcz P882D.53 z systemem Multilift

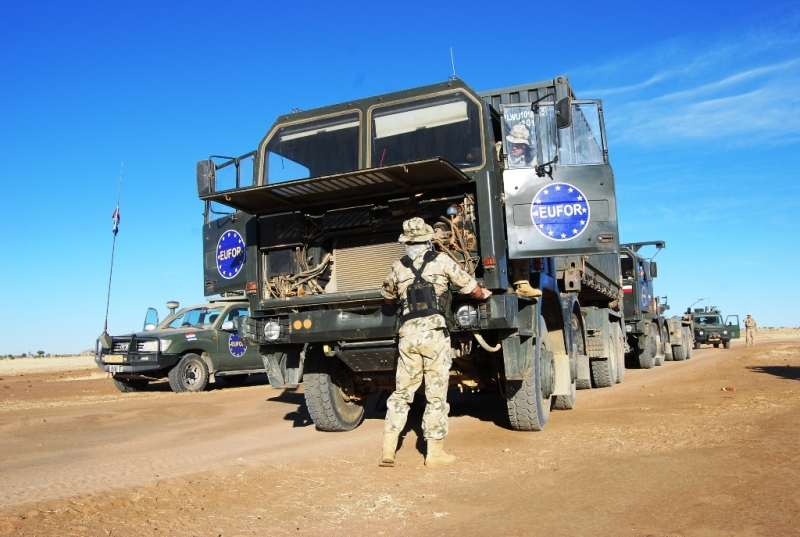
Wojskowy P862D.43 Multi Lift użytkowany przez PKW Czad trakcie misji EUFOR

Jelcz – polskie przedsiębiorstwo motoryzacyjne z siedzibą w Jelczu-Laskowicach w powiecie oławskim w województwie dolnośląskim oraz marka samochodów ciężarowych i autobusów. Od lat 50. do 2001 roku samochody ciężarowe i autobusy pod marką Jelcz były produkowane przez Jelczańskie Zakłady Samochodowe Jelcz S.A., a następnie przez spółki zależne. Produkcja autobusów została zakończona w 2008 roku, a produkcja samochodów ciężarowych jest kontynuowana przez Jelcz Sp. z o.o. (dawniej Jelcz – Komponenty Sp. z o.o.), która w 100% należy do Huty Stalowa Wola SA. Są to głównie specjalizowane wojskowe pojazdy średniej i dużej ładowności. Spółka należy do Polskiej Grupy Zbrojeniowej.

## Historia

### Historia nazwy
| Zakłady Budowy Nadwozi Samochodowych w Jelczu (1955−1958, produkcja autobusów)                                                       | Zakłady Naprawy Samochodów w Jelczu (1955–1958, naprawy pojazdów samochodowych)      | Jelczańskie Zakłady Samochodowe w Jelczu koło Oławy (1952–1955)                                                  |
| Jelczańskie Zakłady Samochodowe (1958−1995, produkcja samochodów ciężarowych, autobusów, samochodów pożarniczych i specjalizowanych) |                                                                                      | |
| Zakłady Samochodowe JELCZ SA (1995−2001, produkcja samochodów ciężarowych i autobusów)                                               |                                                                                      | |
| Zakłady Samochodowe Jelcz Spółka Akcyjna (produkcja autobusów, 2001−2008)                                                            | Jelcz – Samochody Ciężarowe Sp. z o.o. (produkcja samochodów ciężarowych, 2001−2004) | Jelcz – Komponenty Sp. z o.o. (produkcja części zamiennych i podzespołów, 2001−2003; 2003−2014 pojazdy wojskowe) |
| – | –                                                                                    | Jelcz Sp. z o.o. (produkcja samochodów ciężarowych, 2014−)                                                       |

### Historia działalności
W 1952 roku zapadła decyzja o wykorzystaniu do celów produkcyjnych zniszczonych działaniami wojennymi hal byłej niemieckiej fabryki zbrojeniowej Bertha Werke w Jelczu k. Oławy. Jako datę utworzenia przyjmuje się 15 marca 1952 roku, natomiast zarządzenie ministra transportu w przedmiocie ich utworzenia zostało wydane 28 marca. Powołano wówczas przedsiębiorstwo o nazwie Zakłady Budowy Nadwozi Samochodowych. Po odbudowie, w zakładach tych opracowywano i produkowano różnorodne nadwozia przystosowane do montażu na ramach samochodów FSC Lublin-51 i Star.
Jednym z pierwszych pojazdów opracowanych w ZBNS był tzw. autobus zastępczy, który powszechnie nazywany był „Stonką”. Na podwoziu samochodu ciężarowego Star 20 zbudowano zamknięte nadwozie szkieletowe, które pozwalało na przewóz 25 pasażerów. Warunki podróży nie były najlepsze, ale wobec dotkliwego braku autobusów, było to rozwiązanie umożliwiające znacznie bezpieczniejszy przewóz osób niż zwykłymi samochodami ciężarowymi. Produkcję tych pojazdów rozpoczęto w 1954 roku. Star „Stonka” wykorzystywany był głównie przez zakłady pracy do przewozu pracowników.
Zdając sobie sprawę z tymczasowości tego rozwiązania opracowano w Jelczu „prawdziwy” autobus, którego konstrukcja opierała się także na zespołach Stara. W maju 1955 roku przedstawiono prototyp autobusu międzymiastowego o nazwie Star Jot 55. Jednakże produkcja Stara Jot 55 nie została podjęta. Uznano, że nie ma potrzeby równoczesnego wytwarzania dwóch typów autobusów o podobnej wielkości. Znacznie potrzebniejszy był autobus o pojemności ok. 50 osób. Prace nad konstrukcją takiego pojazdu podjęto w BKPMot w Warszawie. W 1957 roku zbudowano tam prototyp o nazwie Odra A-81, oparty na zespołach samochodu Żubr. Duże kłopoty z lokalizacją produkcji Żubra oraz fakt, że prototypowy autobus był dopiero w początkowej fazie długiego procesu badań i rozwoju konstrukcji, spowodowały decyzję władz o zakupie licencji zagranicznej. 6 grudnia 1958 roku zawarto umowę licencyjną z Czechosłowacją na produkcję w kraju autobusów typu Škoda 706 RTO z nadwoziem Karosa.
W ramach przygotowań do tej produkcji Zakłady Budowy Nadwozi Samochodowych połączyły się z Zakładami Naprawy Samochodów w Jelczu. Powstałe w ten sposób przedsiębiorstwo przyjęło nazwę Jelczańskie Zakłady Samochodowe.
Pierwszą serię 20 sztuk tych autobusów zmontowano z części nadesłanych z fabryki Karosa pod koniec 1959 roku (niektóre źródła mówią o 4 szt. wykonanych w tym roku). Otrzymały one nazwę Jelcz. W następnym roku wykonano już 202 tych pojazdów. Produkcja systematycznie wzrastała, dążąc do docelowej wielkości 1500 sztuk rocznie. Stopniowo eliminowano import elementów nadwozi, natomiast kompletne podwozia nadal były sprowadzane z Czechosłowacji.
W 1963 roku Jelczańskie Zakłady Samochodowe przystąpiły do produkcji odmiany miejskiej autobusu Jelcz. Nowa odmiana oznaczona symbolem Jelcz 272 MEX wyposażona były w dwoje otwieranych pneumatycznie drzwi w prawej ścianie nadwozia. Zmieniono układ foteli we wnętrzu pojazdu, co umożliwiło zwiększenie liczby pasażerów przewożonych oraz ułatwiło przemieszczanie się pasażerów do wyjścia. Autobus mógł zabierać 81 pasażerów, z czego 28 osób na miejscach siedzących. Usprawniono wentylację i ogrzewanie wnętrza, natomiast zrezygnowano ze stosowania bagażników. Prędkość maksymalna ograniczona była do 60 km/h.
W 1963 r. w Jelczańskich Zakładach Samochodowych zmontowano 702 sztuki zmodernizowanych samochodów Żubr A80, wyposażonych w silniki S-560.
Miejskie Przedsiębiorstwo Autobusowe w Warszawie, które borykało się z brakiem kierowców, postanowiło samodzielnie zbudować autobus przegubowy mogący przewieźć znacznie więcej pasażerów. Większa liczba takich autobusów mogła poprawić sytuację w stołecznej komunikacji miejskiej.
W lipcu 1963 roku zapadła decyzja o budowie pojazdu przegubowego przy wykorzystaniu dwóch uszkodzonych Jelczy. W październiku prototyp był gotowy. Przeprowadzone badania potwierdziły przydatność tego typu autobusu do budowy takiej odmiany. Oba człony autobusu połączone były za pomocą przegubu kulistego. Tylna oś pojazdu była kierowana, co umożliwiało ograniczenie promienia skrętu. Jako oś tylną zastosowano kierowaną oś wycofanego z eksploatacji francuskiego autobusu Chausson. Po wprowadzeniu usprawnień technologicznych, Jelczańskie Zakłady Samochodowe podjęły produkcję opracowanych w MPA autobusów przegubowych, które oznaczono symbolem Jelcz AP-02. Pojazd ten mógł przewozić 154 pasażerów, z czego 34 na miejscach siedzących. Długość całkowita autobusu wynosiła 17 750 mm, a masa własna 12 840 kg.
W niewielkich liczbach produkowano także turystyczną odmianę Jelcza noszącą oznaczenie Lux 014. Na zewnątrz autobus ten wyróżniał się świetlikami w bocznych krawędziach dachu. We wnętrzu umieszczono wygodne fotele z wysokimi oparciami dla 33 pasażerów.
Obok produkcji autobusów rozwijano produkcję samochodów ciężarowych.
- Jelcz 315 – pierwszy samochód marki Jelcz – modyfikacja Żubra A 80
- Jelcz 317 – ciągnik siodłowy powstały w oparciu o konstrukcję Jelcza 315.
- Jelcz 318
- Jelcz 420 – opracowany w JZS w 1978 r. – unowocześniony 8-tonowy samochód, którego badania rozpoczęły się w 1980 r.; wszystkie produkowane potem samochody Jelcz pochodziły z rodzin 400 i 600

Zakładowe biuro konstrukcyjne w Jelczu pracowało w tym czasie nad przyszłościowym modelem dużego autobusu wyprodukowanego przy użyciu zespołów krajowych. Na początku 1964 roku zaprezentowano bardzo oryginalny autobus turystyczny o nazwie Odra 042. W opracowaniu tego pojazdu brali udział także pracownicy Politechniki Wrocławskiej i Wyższej Szkoły Sztuk Plastycznych we Wrocławiu. Budowa prototypu trwała tylko 8 miesięcy. Powszechne uznanie budziła sylwetka autobusu wyróżniająca się szybami o dużych wymiarach. Cztery reflektory wbudowane w ścianę przednią zostały przykryte przeźroczystymi płytkami z tworzywa sztucznego. Konstrukcja autobusu przystosowana była do silnika o mocy 125–140 kW. Układ napędowy był klasyczny. Sztywna rama podłużnicowa wiązała mechanizmy podwozia. W nietypowy sposób rozwiązano zawieszenie przednich kół oraz układ kierowniczy. Zastosowano dwie osie kierowane zawieszone na wzdłużnych resorach piórowych. Układ hamulcowy uruchamiany był pneumatycznie. Długość autobusu wynosiła 11 000 mm, a masa własna 8100 kg. Prędkość maksymalną producent określał na 105 km/h. Autobus ten nie doczekał się jednak produkcji seryjnej.
Kolejnym pojazdem opracowanym przez konstruktorów z JZS była przyczepa autobusowa typu PO-1 przystosowana do współpracy z międzymiastową odmianą Jelcza. Nadwozie przyczepy zbudowane zostało przy wykorzystaniu elementów tego autobusu. Duży stopień unifikacji pozwolił na stosunkowo szybkie uruchomienie jej produkcji.

#### Produkcja od 1965 do 1975
W dotychczasowym programie produkcyjnym naszego przemysłu motoryzacyjnego brak było małych autobusów. Konstruktorzy z Jelcza podjęli próbę skonstruowania takiego pojazdu, wykorzystując do tego celu zespoły Stara i Jelcza. Powstałemu w ten sposób w 1965 r. pojazdowi nadano nazwę MAT Oławka (Mały Autobus Turystyczny). Nadwozie Oławki było w dużym stopniu zunifikowane z przyczepą Jelcz PO-1 i Jelczem 014. W odróżnieniu jednak od Jelcza szkielet nadwozia był integralnie połączony z ramą pojazdu. Silnik, układ napędowy, zawieszenie oraz układy hamulcowy i kierowniczy pochodziły z samochodu Star 25. Luksusowo wykończone wnętrze pozwalało na wygodny przewóz 24 pasażerów. Podstawowym problemem było obniżenie masy pojazdu. Ostatecznie masa własna Oławki wynosiła 4480 kg, przy długości całkowitej równej 7100 mm. Silnik o mocy 77 kW umożliwiał rozwijanie prędkości maksymalnej 108 km/h. Pomimo wielu potencjalnych nabywców tego rodzaju pojazdu, nie podjęto jego produkcji seryjnej.
We wrześniu 1965 roku bramy Jelczańskich Zakładów Samochodowych opuścił pięciotysięczny egzemplarz autobusu. Ogółem w tym roku JZS wyprodukowały 1877 autobusów (według innych źródeł tylko 1455 szt.). Wykonywano je w trzech podstawowych wersjach: międzymiastowej 043, miejskiej 272 MEX i turystycznej 014 Lux. Produkowano także niewielkie liczby autobusów przegubowych typu AP-02 opracowanych w kraju, a wykorzystujących główne zespoły autobusu miejskiego typu 272 MEX.
W 1965 roku rozpoczęto prace nad zmodernizowanym autobusem przegubowym. Podstawowymi przyczynami podjęcia tych prac były uwagi nadchodzące z przedsiębiorstw eksploatujących przegubowce z pierwszej serii (typu AP 02), a także dążenie do unifikacji zespołów autobusów i samochodów ciężarowych. Postanowiono skrócić drugi człon autobusu, a także poszerzyć środkowe drzwi dla pasażerów. Zmiany te pozwoliły na uzyskanie większej zwrotności pojazdu w ruchu miejskim oraz skrócenie czasu postoju na przystankach. Trzecią oś autobusu adaptowano z ciężarowego Żubra. Po przebadaniu prototypów w roku 1967 uruchomiono produkcję nowego autobusu przegubowego noszącego symbol 021.
Był on napędzany przez sześciocylindrowy silnik ZS typu Škoda 706 RT z wtryskiem bezpośrednim. Przy pojemności skokowej 11,8 dm³ osiągnął on moc 117,6 kW przy 1900 obr./min. Układ napędowy rozwiązany został klasycznie. Zastosowano pięciobiegową skrzynkę przekładniową, a w tylnym moście podwójną przekładnię główną o przełożeniu całkowitym 5,62.
W tylnej części nieco skróconej ramy podłużnicowej przyspawano poprzeczkę z czaszą sworznia kulistego (ø 130 mm), służącego do połączenia z ramą drugiego członu autobusu. Trzecia oś pojazdu była kierowana. Wykorzystano tu przednią oś samochodu Żubr oraz tarczowe koła tego pojazdu. Pozostałe osie wyposażone były w koła typu Trilex wchodzące w skład importowanego podwozia. Oba rodzaje kół zaopatrzone w ogumienie o wymiarach 11.00-20”. Rozstaw osi środkowej i tylnej został skrócony o 1450 mm i wynosił 5660 mm. Dwuobwodowy hamulec zasadniczy uruchamiany był pneumatycznie.
W prawej ścianie nadwozia drugiego członu umieszczono dwie pary drzwi sterowanych pneumatycznie. Przednie drzwi były czteroskrzydłowe i miały szerokość 1260 mm, a drugie dwuskrzydłowe (szerokość 960 mm). Długość całkowita autobusu wynosiła 15 880 mm, tj. o 1870 mm mniej niż w modelu AP 02, natomiast masa własna była mniejsza o 840 kg i wynosiła 12 000 kg. Autobus ten zabierał 136 pasażerów, w tym 37 na miejscach siedzących. Po opanowaniu produkcji wielu odmian autobusów powstały warunki do ich eksportu. Konstruktorzy z Jelcza przygotowali specjalne wersje dostosowane do wymagań poszczególnych odbiorców. W roku 1967 dla potrzeb CSRS zbudowano autobus międzymiastowy typu 038 o odmiennym wyposażeniu wnętrza, a następnie autobus podmiejski typu 041 z pojedynczymi dwuskrzydłowymi drzwiami sterowanymi pneumatycznie. Na eksport do NRD przygotowano w 1968 roku nową wersję przyczepy autobusowej typu 046 z drzwiami otwieranymi pneumatycznie, a w rok później odmiany 043 E i 021 E.
Niezależnie od udoskonalenia i modernizowania autobusów produkowanych w oparciu o czechosłowacką licencję prowadzono prace rozwojowe. Na przełomie lat 1968/1969 biuro konstrukcyjne JZS podjęło prace nad własną konstrukcją autobusu miejskiego dużej pojemności. Prototyp tego pojazdu oznaczonego symbolem 039 zbudowany został w 1970 roku. Jednorazowo zabierał on 120 pasażerów. W dziedzinie autobusów międzymiastowych opracowano w Jelczu nowe podwozie wykorzystując zespoły krajowych samochodów ciężarowych. Prototypy autobusu o nazwie Jelcz II na tym podwoziu zbudowano na początku 1971 roku. Nowy autobus, niemal nie różniący się zewnętrznie od typu 043 nosił oznaczenie 044. Do napędu użyto silnika ZS typu SW 680/55 produkowanego w WSK Mielec na podstawie licencji angielskiej przedsiębiorstwa Leyland. Ta sześciocylindrowa, pionowa jednostka o wtrysku bezpośrednim osiągała moc 147 kW przy 2200 obr./min przy pojemności skokowej 11,1 dm³. Zastosowano jednotarczowe sprzęgło cierne opracowane i produkowane w WSK Świdnik i opartą na licencji niemieckiej przedsiębiorstwa ZF skrzynkę przekładniową produkcji FPS Tczew typu S6-90, zblokowaną z silnikiem, o wszystkich biegach do przodu zsynchronizowanych. Bieg V był bezpośredni. Napęd przenoszony był na most tylny przez dwuczęściowy, rurowy wał napędowy. Użyto tu importowanego z Węgier mostu typu Raba ze stożkową przekładnią główną i zwolnicami planetarnymi umieszczonymi w piastach kół. Całkowite przełożenie wynosiło 7,07.
Autobus otrzymał podłużnicową ramę nitowaną. Przednia sztywna oś i tylny most zawieszone zostały na wzdłużnych półeliptycznych resorach piórowych, które współpracowały z amortyzatorami teleskopowymi. Tarczowe koła jezdne wyposażono w ogumienie o wymiarach 11.00-20”. W układzie kierowniczym zastosowano przekładnię śrubowo-kulkową z integralnym wspomaganiem hydraulicznym. Dwuobwodowy hamulec zasadniczy oraz hamulec pomocniczy uruchamiane były pneumatycznie. Przy nie zmienionych wymiarach masa własna tego autobusu była większa o 200 kg od modelu 043 i wynosiła 8900 kg. Osiągał on prędkość maksymalną 76 km/h, a zużycie paliwa przy prędkości 60 km/h wynosiło 26-29 dm³/100 km, natomiast podczas ciągnięcia przyczepy typu P01 wzrastało do 35-40 dm³/100 km. Pierwszą partię ok. 100 sztuk autobusów Jelcz II wykonano w latach 1974/1975.
Na początku 1972 roku Prezydium Rządu powzięło uchwałę w sprawie rozpoczęcia produkcji autobusów dużej pojemności. Ze względu na brak w pełni zakończonego własnego rozwiązania zdecydowano się nawiązać współpracę z przedsiębiorstwem zagranicznym w celu przyspieszenia terminu uruchomienia. Pierwsze rozmowy przeprowadzono z Czechosłowacją (Karosa) i Węgrami (Ikarus), ale nie doszło wówczas do porozumienia. W następnym okresie rozpatrzono oferty kilku znanych przedsiębiorstw. Były to: Berliet, FIAT, KHD, Hino, Leyland i Pegaso. Dalsze rozmowy prowadzono i badano proponowane przez te przedsiębiorstwa modele autobusów, a także przedstawiono żądania strony polskiej. Dotyczyły dostosowania tych pojazdów do zespołów produkowanych już w Polsce lub przewidzianych do uruchomienia w niedługim czasie, a opartych na różnych licencjach (silnik, skrzynia przekładniowa, przekładnia kierownicza ze wspomaganiem itp.) i wydłużenia autobusu do 12 m. Ostateczny wybór padł na francuskie przedsiębiorstwo Berliet z Venissieux koło Lyonu. Umowę o kooperacji między P.H.Z. PM POLMOT z Warszawy i Przedsiębiorstwem Automobiles BERLIET S.A. z Lyonu oraz porozumienie między Rządem Polskiej Rzeczypospolitej Ludowej i Rządem Republiki Francuskiej w sprawie uruchomienia kooperacji gospodarczej i przemysłowej w dziedzinie autobusów podpisano w dniu 1 sierpnia 1972 roku.
4 października 1972 I sekretarz KC PZPR Edward Gierek, w czasie trwania swojej wizyty we Francji, zwiedził zakłady samochodowe Berliet w Venissieux pod Lyonem, gdzie na taśmie montażowej znajdował się autobus typu PR-100, numer jeden z partii przeznaczonej dla Polski.
Berliet zaoferował swój najnowszy model 11-metrowego autobusu miejskiego typu PR 100 i podjął się opracowania nowego, wydłużonego modelu uwzględniającego wszystkie wymagania polskiego wytwórcy i użytkownika. Docelowa wielkość produkcji tego pojazdu określona została na 5000 sztuk rocznie. Do czasu uruchomienia seryjnej produkcji nowego modelu JZS miały wytwarzać model PR 100 przy stopniowym zmniejszaniu udziału części importowanych. Do montażu tych autobusów przeznaczono halę, w której dotychczas prowadzono naprawy główne autobusów Jelcz 043. Docelowa produkcja odbywać się miała w nowej hali montażu mieszczącej także nowoczesną lakiernię. Już w grudniu 1972 roku zmontowano pierwszych 20 sztuk autobusów typu PR 100 według tzw. standardu A, gdzie wkład polski wynosił jedynie około 5% wartości pojazdu.
Wagonowe nadwozie autobusu miało kadłub kratownicowy wykonany z rur prostokątnych. Tworzyły go spawane kratownice podłużnic i poprzecznic dolnych. oraz kratownice ścian bocznych. Poszycie zewnętrzne było nitowane do szkieletu. Bogato oszklona ściana przednia zapewniała kierowcy dobrą widoczność. Okno tylne wykorzystywało szybę przednią w położeniu odwróconym. W prawym boku nadwozia znajdowało się dwoje dwuskrzydłowych drzwi o szerokości w świetle 2 × 600 mm otwieranych pneumatycznie. Przy długości całkowitej 11 230 mm masa własna wynosiła zaledwie 8300 kg. Autobus osiągał prędkość maksymalną 70 km/h, a zużycie paliwa wynosiło ok. 22 dm³/100 km. (w trudnych warunkach miejskich, przy częstym ruszaniu spod świateł i przeciążeniu pojazdu zużycie było większe). W następnych latach sukcesywnie wzrastał udział polskich części i zespołów w tym autobusie.

#### Produkcja od 1975 do 1994 roku
- 1975 – rozpoczęcie produkcji autobusu miejskiego Jelcz-Berliet PR110U, opartego na licencji Berlieta. W odróżnieniu od wzorca ma silnik WSK Mielec SW 680 /56/3 na licencji angielskiego Leylanda (185 KM), skrzynię biegów FPS Tczew (na licencji ZF), troje drzwi zamiast dwojga, dłuższe nadwozie (12 zamiast 11 metrów), inny wystrój zewnętrzny przodu (lampy okrągłe podwójne, umieszczone nad zderzakiem, zamiast pojedynczych prostokątnych umieszczonych w zderzaku). W porównaniu z innymi konstrukcjami z tej części Europy charakteryzuje się nisko umieszczoną podłogą (ok. 650–700 mm nad ziemią) i nisko umieszczonymi stopniami drzwi. Kończy się więc montaż autobusu Jelcz-Berliet PR110U.
- 1978 – rozpoczęcie produkcji podmiejskiej/lokalnej wersji autobusu serii Jelcz PR110: Jelcz PR110IL. Ma wyższy standard (lepsze siedzenia), zasłonki na okna, bagażnik podpokładowy. Ma dwoje drzwi, pierwsze otwierane pneumatycznie, drugie (za tylną osią) – ręcznie.
- 1979 – wdrożenie do produkcji autobusu Jelcz 080. Ma on nadwozie zbudowane z elementów nadwozia modeli Jelcz PR-110, ale krótsze, 8-metrowej długości, zabudowane na podwoziu samochodu ciężarowego Star 200, wraz z silnikiem i skrzynią biegów oraz całą resztą osprzętu. Jest to autobus podmiejski, ale także do przewozów pracowniczych i szkolnych. Nazywano go autobusem socjalnym. Miał 31 miejsc siedzących i 20 miejsc siedzących. Silnik Star 6-cyl. 6,5 dm³, 150 KM (DIN), V-max – 90 km/h.
- 31 sierpnia 1980 – strajk Jelczańskich Zakładów Samochodowych.
- 1982 – modernizacja miejskiego autobusu licencyjnego, teraz nazywa się Jelcz PR110M. V-max zaledwie 67 km/h, 74 miejsca stojące i 36 siedzących, silnik bez zmian: SW 680/56/3 Mielec 6-cyl. 11,1 dm³, 185 KM. Na skutek zastosowania powolnego mostu napędowego (przełożenie 6,31 mimo zastosowania skrzyni bez nadbiegu) silnik autobusu często pracował na wysokich obrotach, co owocowało dużym zużyciem paliwa, w trudnych warunkach miejskich (częste hamowanie i ruszanie na sygnalizacji) i przeciążeniu autobusu dochodziło ono nawet do 50 l/100 km mimo manualnej skrzyni biegów.
- 1983 – rozpoczęcie montażu końcowego autobusu przegubowego model Ikarus-Zemun IK160P. Nadwozia pojazdów produkowane były w jugosłowiańskiej fabryce w Zemun k. Belgradu. Do napędu autobusu wykorzystywano polski silnik typu WSK Mielec SW 680/56/4 o mocy maksymalnej 136 kW (185 KM), zblokowany z 6-biegową manualną skrzynią biegów typu S6-90 produkcji FPS Tczew. Jednostka napędowa oraz skrzynia biegów montowana była w Jugosławii. Fabryka w Jelczu-Laskowicach dokonywała końcowego wykończenia autobusu, polegającego na montażu siedzeń (identyczne jak w PR110), oświetlenia oraz innych elementów wnętrza.
- 1984 – uruchomienie produkcji autobusu międzymiastowego o wysokim standardzie – Jelcz PR110D. Ma on zupełnie inny przód, odróżniający go od pozostałych modeli serii PR-110. Bardzo wygodne fotele indywidualne, nawiewy powietrza, bagażniki wewnątrz (nad siedzeniami) i podpokładowy. Długość 12 metrów, silnik WS Mielec SW 680/165 6-cyl., 11,1 dm³, 185 KM (DIN), V-max = 103 km/h.
- 1985 – ze względu na kryzys gospodarczy i brak możliwości ilościowego rozwoju produkcji podwozi autobusowych serii PR-110, zdecydowano o uruchomieniu produkcji modelu miejskiego M11 na podwoziach importowanych (węgierskie podwozia Csepel/Ikarus 268.88). Były to autobusy o długości 11 metrów, z węgierskim silnikiem Raba (6-cyl., 10,3 dm³, 192 KM (DIN)). Miały one pojemność 100 pasażerów. Silnik zamiast z tyłu, umieszczony był pomiędzy osiami, co spowodowało znaczne podwyższenie podłogi na całej długości. Oprócz tego, autobusy te charakteryzowały się tym, że za tylnymi drzwiami nie było dodatkowego okienka i rzędu siedzeń, ale nadwozie kończyło się zaraz za nimi, niektóre siedzenia ustawione bokiem do kierunku jazdy. Posiadały 5-biegową skrzynię biegów i most napędowy o przełożeniu 5,41. Prędkość maksymalna wynosiła 82 km/h, zużycie paliwa przeciętnie (w warunkach wielkomiejskich) ok. 30 l/100 km. Próbowano uruchomić również zunifikowane z nimi autobusy przegubowe na podwoziach Csepel-Ikarus 280 (Jelcz M17?), ale zaprotestował węgierski Ikarus.
- 1987 – wprowadzono do produkcji model L11. Były to autobusy bliźniaczo podobne do M11, ale przeznaczone dla PKS. Od miejskiego typu M11 wersja L11 różniła się głównie aranżacją wnętrza przystosowaną do obsługi linii lokalnych (kosztem zmniejszonej pojemności autobusu zwiększono liczbę foteli) oraz skrzynią biegów. Dzięki wydłużonym przełożeniom III, IV i V zwiększono prędkość maksymalną pojazdu do 97,7 km/h. W roku 1988 na wniosek PKS wprowadzono modyfikację polegającą na zlikwidowaniu środkowych drzwi. W celu odróżnienia od wersji pierwotnej, dwudrzwiowe autobusy oznaczano niekiedy jako L11/2.
- 1989 – model PR110T zastąpiony przez T120. Główne różnice to inna stylistyka (zwłaszcza z przodu), mocniejszy silnik Mielec (260 KM). Zakończenie produkcji modelu L11.
- 1990 – zakończenie produkcji modelu M11. Autobus PR-110M wraca do produkcji po modernizacji jako Jelcz 120M (ma inne rogi w wycięciach na okna, silnik Mielec wzmocniony do 220 KM) i inaczej ukształtowaną osłonę górnego panelu przeznaczonego na tablice kierunkowe. Ma pojemność 110 pasażerów (34 siedzących + 76 stojących), długość 12 metrów, wysokość podłogi: 642/712/950 mm (odpowiednio w przednim, środkowym i tylnym wejściu), troje drzwi, skrzynka biegów mechaniczna 4-biegowa, FPS Tczew (na licencji ZF). Przełożenie mostu napędowego zmieniono z 6,31 na 5,125 (w pierwszej serii 5,86), co zaowocowało wzrostem prędkości maksymalnej (ok. 90 km/h. dla mostu 5,125) i znaczącym spadkiem zużycia paliwa (do ok. 30 l/100 km, a w korzystnych warunkach nawet mniej). Model lokalny – L120 ma dwoje drzwi, pojemność 73 pasażerów (49 siedzących + 24 stojących), bagażnik podpokładowy, zasłony na okna, wys. podłogi 897 mm, silnik i skrzynia biegów takie same, ale skrzynka o 6 przełożeniach. Długość też 12 metrów.
- 1991 – model 120M otrzymał odmianę 120MM/1 – różniła się ona silnikiem MAN 6,9 litra o mocy 230 KM, spełniającym normy Euro 1 oraz automatyczną skrzynią biegów (ZF lub Voith).
- 1992 – JZS weszły w spółkę joint venture ze szwedzkim koncernem Volvo. Owocem współpracy był wysokopodłogowy przegubowy autobus miejski oznaczony symbolem Jelcz M180 oparty na podwoziu Volvo B10M i nadwoziu austriackiego przedsiębiorstwa Steyr. Spółkę jednak wkrótce rozwiązano, a produkcję zakończono na ośmiu sztukach. Spowodowane było to wysoką ceną pojazdu, która odstraszyła większość potencjalnych nabywców. Zakończenie produkcji modelu PR-110D i PR-110M.
- 1993 – modele 120M i 120MM/1 otrzymują w wyposażeniu windę wjazdową dla niepełnosprawnych.
- 1993 – pojawia się wersja M modelu T120 – T120M, czyli z silnikiem MAN 10,0 litra, 6-cyl. – 320 KM
- 1994 – rozpoczęcie produkcji autobusu Jelcz M121M. Jest to pierwszy autobus niskowejściowy produkowany w Polsce i jest rozwinięciem modelu 120M/120MM/1. Długość 12 metrów, pojemność 100 pasażerów (34 siedzących i 66 stojących), wys. podłogi 370 mm w dwóch pierwszych wejściach i 936 w tylnym, silnik MAN 6,9 litra – 230 KM (jak w 120MM/1), skrzynia biegów automatyczna Voith (3-biegowa) lub ZF (4- lub 5-).

Przemiany ekonomiczne w państwie po 1989 roku i przejście na gospodarkę rynkową okazały się trudne dla Jelcza, podobnie jak dla innych państwowych przedsiębiorstw działających w oderwaniu od warunków rynkowych, posiadających przerost zatrudnienia i produkujących przestarzałe wyroby średniej jakości. Nastąpił duży spadek produkcji i zatrudnienia. Zatrudnienie między 1998 a 1994 rokiem spadło z 6400 do 3200 osób i zrezygnowano z rozbudowanej sfery socjalnej zakładów. Dążono do poprawy jakości wyrobów i zaczęto stosować nowoczesne importowane podzespoły, w tym silniki Steyr i Detroit Diesel oraz skrzynie biegów ZF, lecz nowe samochody Jelcza były nadal mało konkurencyjne w porównaniu z używanymi pojazdami sprowadzanymi z zachodniej Europy. Podjęto także w tym czasie decyzję o częściowym przeorientowaniu się na potrzeby wojska i opracowaniu w tym celu pierwszej w historii marki linii ciężarówek terenowych (Jelcz 662D). W 1988 roku Jelcz wyprodukował 8893 pojazdy (ciężarówki i autobusy), w 1989 roku 7753 pojazdy, w 1990 roku 4471 pojazdy, w 1991 roku 1977 pojazdy, w 1992 roku 1247 pojazdów, w 1993 roku 878 pojazdów, w 1994 roku 927 pojazdów.

#### Przemiany po 1995 roku
W ramach przygotowań do prywatyzacji zakładów, 2 stycznia 1995 roku przedsiębiorstwo państwowe Jelczańskie Zakłady Samochodowe zostało skomercjalizowane i przekształcone w spółkę akcyjną Skarbu Państwa oraz wpisane do rejestru handlowego pod nazwą Zakłady Samochodowe „Jelcz” S.A. 15 marca 1995 większościowym udziałowcem, a tym samym właścicielem JZS SA zostało przedsiębiorstwo Sobiesław Zasada Centrum SA (obecnie Zasada SA). Wybór polskiego inwestora strategicznego zamiast zainteresowanego tym koncernu Volvo wiązał się z oczekiwaniami inwestycji, dokapitalizowania i transferem za pośrednictwem Grupy Zasada technologii Mercedes-Benz. Oczekiwania te nie ziściły się, a sytuacja finansowa spółki w warunkach transformacji ustrojowej pogarszała się. Decyzja co do wyboru inwestora była krytykowana z późniejszego punktu widzenia, jako prowadząca do upadku przedsiębiorstwa. Brak było koncepcji rozwoju i nie doszło do transferu nowoczesnych technologii, ani większego dofinansowania. W 1996 roku wyprodukowano 480 ciężarówek (w tym 161 ciągników siodłowych), w 2000 roku 217 ciężarówek, w 2001 roku już tylko 86 ciężarówek (w tym 5 ciągników).
W ramach restrukturyzacji, w 2001 roku z głównego przedsiębiorstwa Zakładów Samochodowych „Jelcz” S.A., zajmującego się nadal produkcją autobusów, wydzielono dwie zależne spółki z ograniczoną odpowiedzialnością: Jelcz – Samochody Ciężarowe Sp. z o.o. (produkcja samochodów ciężarowych) i Jelcz-Komponenty Sp. z o.o. (produkcja części zamiennych i podzespołów). Ponadto w 2001 roku utworzono Jelcz – Autobusy Sp. z o.o. (od 2011 roku należącą do spółki Jelcz-Komponenty). Restrukturyzacja nie polepszyła sytuacji z produkcją ciężarówek, która, pomimo potencjalnego zainteresowania podmiotów komunalnych, nie mogła zostać rozwinięta w większym zakresie z uwagi na brak środków i ograniczyła się w zasadzie do niewielkich zamówień wojskowych. W 2002 roku powstało tylko 68 ciężarówek, z tego 46 dla wojska, a w 2003 roku – 70, z tego 69 dla wojska.
25 maja 2004 roku ogłoszono upadłość Jelcz – Samochody Ciężarowe Sp. z o.o. 10 stycznia 2008 roku natomiast sąd gospodarczy we Wrocławiu ogłosił upadłość głównej spółki Zakłady Samochodowe „Jelcz” S.A., zakończoną w 2013 roku.
Od 2003 roku samochody ciężarowe wytwarzała w niewielkiej liczbie tylko spółka Jelcz-Komponenty, w całości na potrzeby Wojska Polskiego – głównie ciężkie samochody terenowe, w wielu małoseryjnych modelach (w 2005 wyprodukowano jedynie 39 pojazdów, w 2006 – 66, w 2007 – 103, w 2008 – 90). W latach 2006–2010 dostarczono ich ponad 400. W 2007 roku zaprezentowano pierwszy nowy model w układzie 4×4 – 442. W 2008 roku w Jelcz-Komponenty wdrożono na zamówienie wojska opancerzoną kabinę do ciężarówek, oznaczoną Jelcz 146. W tym czasie rozpoczęto także produkcję ciężarówek wojskowych II generacji (m.in. 882.53 i 442.32. W 2013 roku Wojsko Polskie zawarło pierwszą dużą umowę na 910 Jelczy 442.32, wybranych jako nowy podstawowy środek transportu taktycznego.
26 kwietnia 2012 roku całość udziałów w spółce Jelcz-Komponenty nabyła od syndyka masy upadłości za 16,5 mln zł Huta Stalowa Wola, która od kilku lat kupowała podwozia z Jelcza dla swojej produkcji zbrojeniowej. Spółka zatrudniała wówczas 310 osób. Do 2013 roku nowy właściciel dokapitalizował spółkę na kwotę ok. 11 mln zł w celu wzrostu mocy produkcyjnych i rozwoju zaplecza konstrukcyjnego. 9 kwietnia 2014 roku spółka Jelcz-Komponenty zmieniła z powrotem nazwę na Jelcz sp. z o.o. W 2015 roku Jelcz został zaliczony przez rząd do przedsiębiorstw o szczególnym znaczeniu gospodarczo-obronnym.
Jelcz nadal produkuje samochody średniej i dużej ładowności w specjalnych odmianach wojskowych, w tym małoseryjne lub jednostkowe, korzystając z kluczowych komponentów renomowanych producentów zagranicznych, a także elementów wytwarzanych w Polsce. Specyfiką jego działalności jest, że jest uzależniony od jedynego odbiorcy – Wojska Polskiego, dla którego dostarcza małoseryjne pojazdy dostosowane do wymagań wojska, jakich nie dostarczałyby duże firmy. Produkcja (w 2017 roku) wynosi około 400 samochodów rocznie, przy zdolnościach do produkcji 600–700 sztuk. Spółka posiada własny dział konstrukcyjny i badawczo-rozwojowy. Wykonuje także usługi obróbki i wytwarzania komponentów dla innych firm, zwłaszcza wytwórców taboru kolejowego. Spółka posiadała dwie linie produkcyjne, a w związku ze zwiększającymi się zamówieniami ze strony wojska, podjęła w 2024 roku działania w kierunku zwiększenia mocy produkcyjnych przez budowę nowej hali. Montaż rozpoczęto również w zakładzie Huta Stalowa Wola S.A. Oddział Autosan w Sanoku, skąd pierwsze egzemplarze modelu 442.32 wyjechały na przełomie 2024 i 2025 roku.
W 2023 roku Jelcz zaprezentował rodzinę ciężarówek wojskowych III generacji. Wprowadzono w nich z nowości obniżone opancerzone kabiny wagonowe, wysunięte do przodu, z silnikiem montowanym za kabiną, a także niezależne zawieszenie osi ze sprężynami śrubowymi. Ich produkcja przewidziana była od 2025 roku.

#### Produkcja od 1995 roku
- 1995 – modernizacja autobusu T120/T120M. Ma inną stylistykę przodu oraz dostępny jest także z silnikiem Mercedes-Benz (6-cyl., 12,0 litra, 300 KM) – T120MB.
- 1995 – niewielka modernizacja wyglądu autobusu M121M, wprowadzenie jego odmiany M121MB z silnikiem Mercedes-Benz (taki jak w T120MB, ale ustawiony na moc 250 KM). Na skutek zastosowania zbyt powolnego w stosunku do mocy silnika przełożenia mostu (5,86)i skrzyni bez nadbiegu zużycie paliwa było – mimo dosyć ekonomicznego silnika – wysokie (często ponad 40 l/100 km.). Później zaczęto stosować skrzynie z nadbiegiem lub inne przełożenia mostu, co spowodowało spadek zużycia paliwa.
- 1995 – wprowadzenie wersji przegubowej M121 – model M181MB z silnikiem o mocy 300 KM. Pojemność 180 pasażerów (w tym 137 miejsc stojących), wysokość podłogi w kolejnych wejściach: 370/370/540/936 mm, długość 18 metrów.
- 1996 – modernizacja modeli 120M, 120MM/1 oraz L120 – przy pozostawieniu starego, berlietowskiego przodu mają wklejane szyby boczne i inne siedzenia. Pod koniec roku zmodernizowano też autobusy M121M/MB i M181MB, wprowadzając w nich zupełnie nową stylistykę ściany przedniej.
- 1997 – autobus przegubowy M181 także z silnikiem MAN (M181M): 6,9 litra Euro 2 – 260 KM (zdecydowanie za mały, jak na tak duży autobus przegubowy), w modelach M121M i 120MM/1 zastosowano silnik MAN spełniający Euro 2 – 6,9 litra 220 KM, podobnie w T120M – teraz silnik ma moc 310 KM.
- 1997 – autobusy 120M, 120MM/1 oraz L120 otrzymują stylistykę ściany przedniej taką samą jak w M121/M181.
- 1998 – rozpoczęcie produkcji autobusu Jelcz M125M Dana – zupełnie nowa konstrukcja, niskopodłogowa 100% (niska podłoga na całej długości autobusu w przejściu), wznios podłogi 340 mm, długość 12 metrów, pojemność 100 pas. (31 siedz. i 69 stoj.), silnik MAN 6,9 litra – 220 KM, skrzynia biegów automatyczna 3-biegowa Voith lub 5-biegowa ZF.
- 1998 – rozpoczęcie produkcji autobusu turystycznego wysokopokładowego (HD) – Jelcz T123 Ewa (w 1999 roku przemianowany na Jelcz T120/2 Ewa i T120/3 Ewa). Pojemność 47 pas., bagażnik podpokładowy poj. 7,7 m³. silnik Mielec Euro 2 – 6-cyl. 11,1 litra o mocy 320 KM lub Mercedes-Benz Euro 2 – 6-cyl. 12,0 litra o mocy 300 KM.
- 1999 – rozpoczęcie produkcji autobusu mini długości 7,7 metra: miejskiego M081MB Edi i odmiany lokalnej L081MB Edi. Są to autobusy zbudowane na podwoziu samochodu ciężarowego Mercedes-Benz Vario. M081MB: pojemność 45 pas. (w tym 25 stoj.), silnik MB 4,25 litra, 4-cyl., moc 136 KM, L081MB: pojemność 26 pas. (wszyscy siedz.), silnik jw.
- 1999 – w związku z reformą edukacji, Jelcz wprowadza na rynek autobusy szkolne: – L081MB Kajtek – bazujący na L081MB Edi – L120 Absolwent – bazujący na L120 – T120 Prymus – bazujący na T120 – nowość: L090M As – lokalny/szkolny midi, dł. 9,4 metra, nadwozie zunifikowane z T120, ale drzwi (opcjonalnie jedne lub dwoje) przejęte ze starego modelu PR-110T, zabudowany na podwoziu samochodu ciężarowego Star 12.155 z silnikiem tegoż samochodu, czyli MAN 4,6 litra, 4-cyl., moc 155 KM. Później wprowadzony też do standardowej oferty jako L090M Ola.
- 2000 – wprowadzenie do produkcji autobusu Jelcz L100/L100I. Jest to autobus lokalny midi, zunifikowany stylizacyjnie z modelem T120. Długość 10,1 metra, silnik (L100) Andoria Euro 2 – 6,5 litra, 6-cyl., 170 KM lub (L100I) Iveco 6-cyl. 7,7 litra 207 lub 221 KM
- 2000 – uruchomienie produkcji turystycznej wersji modelu 081 – T081MB. Pojemność 27 pas., silnik MB jak w innych modelach 081, ale mocniejszy – 152 KM, skrzynia biegów ZF.
- 2000 – Niewielka modernizacja M125M Dana.
- 2002 – uruchomienie produkcji autobusu miejskiego Jelcz M101I3. Jest to autobus dł. 10,0 metrów, dwudrzwiowy, pierwsze drzwi pojedyncze, drugie podwójne. W obrębie drzwi autobus posiada układ niskiej podłogi. Silnik Iveco Euro 3, o mocy 176 kW.
- 2002 – wykonanie prototypu i uruchomienie produkcji autobusu Jelcz M125M/4. Jest to poszerzona modernizacja modelu M125M polegająca na zabudowie w nim silnika MAN napędzanego sprężonym gazem ziemnym. Autobus posiada butle z gazem umieszczone na dachu pod specjalną osłoną.
- 2003 – modernizacja modelu 120M. Zmieniono silnik na spełniający normę czystości Euro 3, oraz położenie systemu chłodzenia. Także atrapy: przednią i tylną, na znane z modelu M101I Salus. Obecnie seria 120M występuje jako M120M (silnik MAN) i M120I (silnik Iveco).
- 2003 – zastosowanie silnika Euro 3 (Mercedes-Benz) w modelu M081MB (od teraz M081MB3).
- 2004 – modernizacja przegubowego, niskowejściowego modelu M181. Modernizacja w podobnym zakresie co w modelu M120. Zmieniono silnik na spełniający normy Euro III (silnik Mercedes-Benz), zmieniono atrapę przednią i tylną, oraz nadkola. Schodki między częścią niskopodłogową a wysokopodłogową zamieniono na pochyłą podłogę. Zmiana serii na M181MB3.
- 2004 – modernizacja niskowejściowego modelu M121. Modernizacja ograniczyła się podobnie jak w przypadku M181 i M120 do zmiany atrapy tylnej i przedniej, nowego silnika i kosmetycznych zmian wnętrza.
- 2005 – gruntowna modernizacja modelu M121. Najważniejsze zmiany to: wyrównana linia okien, zmiana zagospodarowania przestrzeni wnętrza, nowa aranżacja kabiny kierowcy w tym nowy pulpit Siemens – VDO, zastosowanie nowego modelu drzwi. Do seryjnej produkcji został wprowadzony w 2006.
- 2006 – prezentacja na targach Transexpo w Kielcach autobusu miejskiego segmentu mini – Jelcz M083C Libero.
- 2007 – Jelcz-Komponenty prezentuje podczas MSPO 2007 najnowszy samochód ciężarowy średniej ładowności wysokiej mobilności – Jelcz 442 w układzie 4x4 – Jelcz 400.
- 2008 – 29 października wyprodukowany został ostatni autobus marki Jelcz – Jelcz M083C przeznaczony dla MPK Kraków.
- 2010 – obecnie jelczańskie przedsiębiorstwo (Jelcz Komponenty) produkuje samochody ciężarowe (platformy dla wojska np. podwozie pod zabudowę dla wyrzutni Langusta).
- 2010 – premiera pierwszego zaprojektowanego i wykonanego w Polsce samochodu ciężarowego o układzie napędowym 8x8 Jelcz P882 D.43 – Jelcz 800.
- 2013 – Umowa na 910 Jelczy 442.32 dla Sił Zbrojnych Rzeczypospolitej Polskiej[17][20] (data zakończenia kontraktu: 2018[21]).
- 2014 – Uruchomienie drugiej linii montażowej przeznaczonej do produkcji modelu Jelcz 442.32[21]
- 2018 – Prace nad specjalistycznym wozem strażackim w kooperacji z Autosanem[22][23][24][25]
- 2018 – Wojsko Polskie kupuje partie 888 sztuk ciężarówek Jelcz 442.32[26]
- 2022 – Umowa o wartości 564,5 mln zł na dostawę 382 pojazdów Jelcz 442.32 w latach 2023–2026, z opcją na 750 kolejnych pojazdów[27]. Umowa o wartości 312,5 mln zł na dostawę 167 pojazdów Jelcz 662.D43 w latach 2023–2027, z opcją na ponad 800 kolejnych pojazdów[28]. Umowa o wartości ok. 330 mln zł, na dostawę w latach 2023–2024 pojazdów i podwozi specjalnych dla modułów wieloprowadnicowych wyrzutni rakietowych[29]. Wszystkie powyższe umowy zostały zawarte pomiędzy Agencją Uzbrojenia a Jelcz Sp. z o.o na rzecz Wojska Polskiego.
- 2023 – Na tegorocznych Międzynarodowych Targach Przemysłu Obronnego zaprezentowano III generację ciężarówek ze stajni Jelcza – Jelcz 883.57 oraz Jelcz 663.45[30].
- 2023 – Zawarto umowę o wartości ok. 470 mln zł na dostawę podwozi samochodowych oraz pojazdów kołowych JELCZ, na których zostaną zabudowane elementy systemu Naval Strike Missile, wchodzące w skład dwóch kolejnych Morskich Jednostek Rakietowych[31]. Dostawy pojazdów zostaną zrealizowane w latach 2024 – 2029. Zawarto umowę o wartości 52 mln zł na dostawę 24 ciągników siodłowych Jelcz C662.D43 dla dwóch zestawów parków pontonowych PFM. Zawarto umowę na dostawę 24 podwozi Jelcz P882.53 dla pojazdów minowania narzutowego Baobab-K. Zawarto umowę o wartości 122 mln zł na dostawę 43 podwozi Jelcz P882.53 dla Aparatowni Łączności Cyfrowej Transmisyjnej. Zawarto umowę na dostawę 43 podwozi Jelcz C662.D43 pod mosty towarzyszące MS-20 Daglezja-S. Zawarto umowę o wartości 550 mln zł na dostawę 38 podwozi Jelcz P882.57 T50 pod wyrzutnie iLauncher w ramach programu Pilica+. Zawarto umowę na dostawę 24 podwozi Jelcz 6x6 i Jelcz 10x10 pod stacje radiolokacyjne wczesnego wykrywania P-18PL. Zawarto umowę na dostawę podwozi 22 Jelcz 4x4 pod Zautomatyzowane Stanowiska Dowodzenia Zenit-MP+ systemu Pilica+.
- 2024 – W pierwszej połowie stycznia zawarto umowę o wartości ok. 500 mln zł brutto na dostawę kolejnych zestawów do transportu czołgów i ciężkiego sprzętu gąsienicowego JAK. Umowa zakłada dostawę kilkudziesięciu naczep i ciągników do końca 2027 r[32].

Spółka Jelcz-Komponenty jest właścicielem dokumentacji technicznej i praw do produkcji autobusów. Produkcja od 50 lat jest w tym samym miejscu.
W latach 1954–2008 zakłady w Jelczu wyprodukowały łącznie ok. ćwierć miliona ciężarówek i autobusów.

#### Wyburzanie części budynków na terenie zakładów
18 października 2012 wysadzono biurowiec.

## Pojazdy Jelcz w Siłach Zbrojnych Rzeczypospolitej Polskiej
Ciężkie samochody ciężarowe Jelcz były od początku używane przez Wojsko Polskie. Po ogłoszeniu upadłości zakładów głównych, nadal spółka Jelcz-Komponenty zajmowała się małoseryjną produkcją samochodów dla wojska. W latach 2006–2010 dostarczono ich ponad 400, przez co Jelcz był wówczas największym dostawcą ciężarówek dla wojska w kategorii średniej i ciężkiej. Po przejęciu zakładów Jelcza przez Hutę Stalowa Wola, zamówienia ze strony Wojska Polskiego się zwiększyły i ciężarówki Jelcza stały się jego podstawową platformą. Jelcz 442.32 został następcą przestarzałych już ciężarówek Star 266. Inne, specjalne platformy Jelcza stały się podstawą takich programów jak Narew, Wisła, Homar-K, Pilica+. Jelcze są także nośnikami między innymi wszystkich systemów Morskiej Jednostki Rakietowej, pojazdów minowania narzutowego Baobab-K, zestawów Radiolokacyjnych Zestawów Rozpoznania Artyleryjskiego Liwiec, Aparatowni Łączności Cyfrowej Transmisyjnej, Mobilnych Modułów Stanowisk Dowodzenia, zestawów pojazdów przeznaczonych do transportu ciężkich ładunków Jak, wozów amunicyjnych, radarów takich jak P-18PL, Sajna, SPL i wielu innych.

## Obecna oferta samochodów ciężarowych

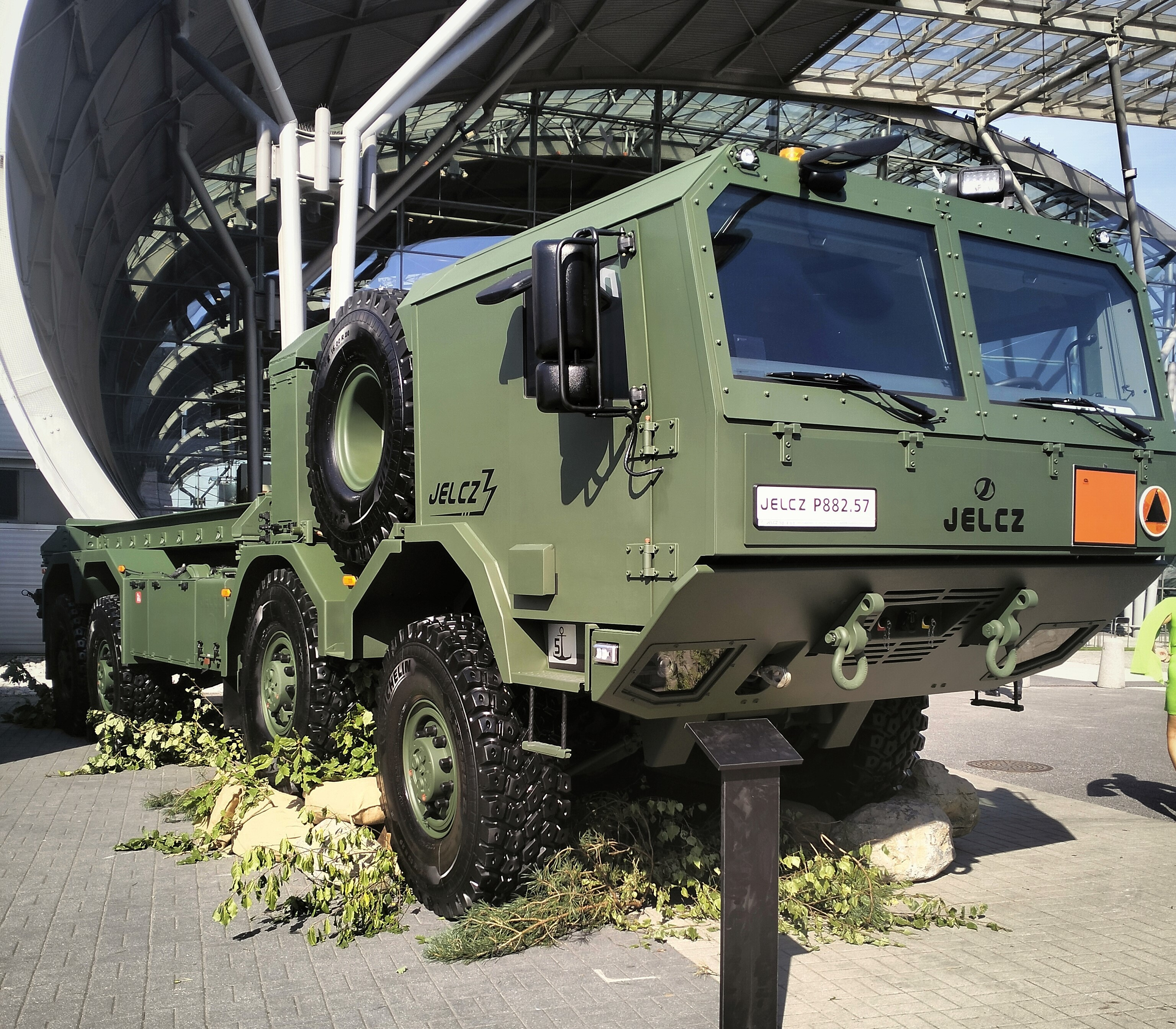
Podwozie Jelcz 883.57 na targach MSPO w Kielcach

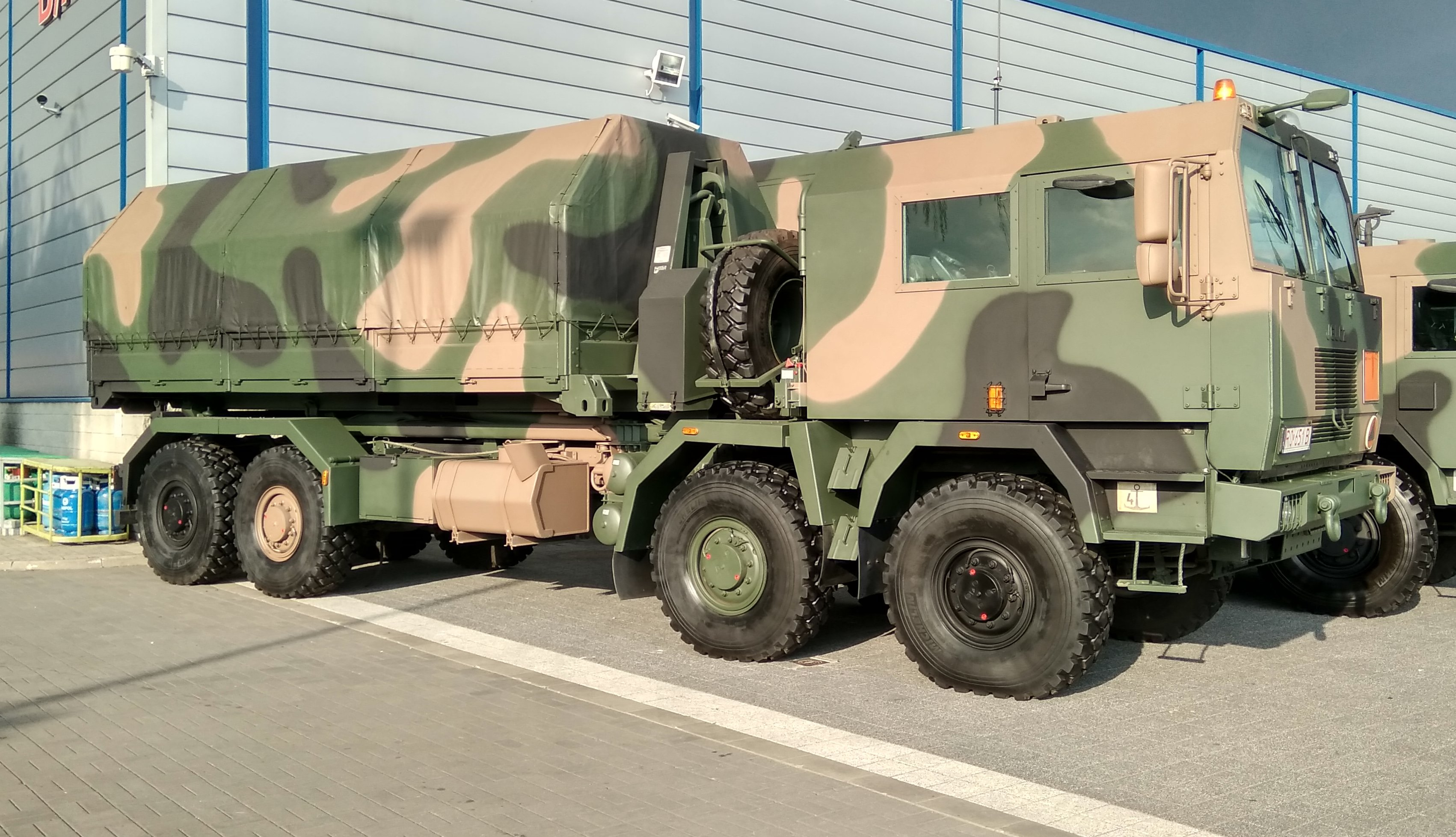
Jelcz P882D.53

Pojazdy wojskowe:
- 663.32
- P442D.28
- 442.32
- C642D.34
- C642D.35
- C662D.43
- P662D.34
- P662D.43
- S662D.43
- C662D.43
- P862D.43
- P882D.43
- P882D.53

## Ostatnia oferta autobusów
- Autobusy lokalne
  - Jelcz L081MB Vero
- Przyczepy autobusowe
  - Jelcz PO-1
- Autobusy miejskie
  - Jelcz M081MB Vero
  - Jelcz M083C Libero
  - Jelcz M125M Vecto
  - Jelcz M125M/4 CNG Vecto
  - Jelcz M101I Salus
  - Jelcz M120I Supero
  - Jelcz M120M/4 Supero CNG
  - Jelcz M121I Mastero
  - Jelcz M181MB3 Tantus
- Autobusy turystyczne
  - Jelcz T081MB Vero

## Modele historyczne
Autobusy
- Autobusy dalekobieżne
  - Jelcz 014 Lux
  - Jelcz D120
  - Jelcz PR110D
  - Jelcz T120/3
  - MAT Oławka
- Autobusy lokalne
  - Jelcz L11
  - Jelcz 120M
  - Jelcz 120MM/1
- Autobusy miejskie
  - Jelcz 021
  - Jelcz 039
  - Jelcz 120M
  - Jelcz 120M/3
  - Jelcz 120MB
  - Jelcz 120MD
  - Jelcz 120MM
  - Jelcz 120MM/1
  - Jelcz 120MM/2
  - Jelcz 272 MEX
  - Jelcz AP-02
  - Jelcz 120MV
  - Jelcz M070
  - Jelcz M11
  - Jelcz M120NM
  - Jelcz M121M
  - Jelcz M121MB
  - Jelcz M180
  - Jelcz M181M
  - Jelcz M181MB
  - Jelcz M182MB
  - Jelcz PR100
  - Jelcz PR110
  - Jelcz PR110MM
- Autobusy międzymiastowe
  - Jelcz 043
  - Jelcz 080
  - Jelcz L11
  - Jelcz L120
  - Jelcz PR110D
  - Jelcz T120
  - Jelcz T120M
  - Jelcz T120MB
- Autobusy turystyczne
  - Jelcz T120
  - Jelcz PR110T (prototyp)

Samochody ciężarowe
- Samochody ciężarowe
  - Żubr A80
  - 315
  - 316
  - 317
  - 325
  - 415
  - 416
  - 417
  - Jelcz 420
  - Jelcz 422
  - 423
  - 620
  - Jelcz 622
  - Jelcz 640
  - 842
- Samochody pożarnicze
  - Jelcz 001
  - Jelcz 002
  - Jelcz 028
  - Jelcz 003
  - Jelcz 004
  - Jelcz 005
  - Jelcz 006
  - Jelcz 007
  - Jelcz 008
  - Jelcz 010
  - Jelcz 011
  - Jelcz 014
  - Jelcz 015
  - Jelcz 020
  - Jelcz 022
  - Jelcz 024
  - Jelcz 032